# Android
Android è un sistema operativo per dispositivi mobili sviluppato da Google, progettato principalmente per sistemi embedded quali smartphone e tablet, con interfacce utente specializzate per televisori (Android TV), automobili (Android Auto), orologi da polso (Wear OS), occhiali (Google Glass), e altri.
È basato sul kernel Linux ed è da considerarsi propriamente una distribuzione embedded Linux e non un sistema unix-like né una distribuzione GNU/Linux (dato che la quasi totalità delle utilità GNU è sostituita da software in Java).
Distribuito sotto i termini della licenza libera Apache 2.0 riservandosi di non-includere software coperto da licenze copyleft, il suo sviluppo prosegue attraverso l'Android Open Source Project, il quale è software libero con l'esclusione di diversi firmware non-liberi inclusi per i produttori di dispositivi e delle cosiddette "Google Apps", come ad esempio Google Play.
Ad ottobre 2022 è il sistema operativo per dispositivi mobili più diffuso al mondo, con una fetta di mercato attestatasi a quota 70,98% sul totale per quanto riguarda gli smartphone e a quota 49,19% per quanto concerne i tablet, seguito rispettivamente da iOS con il 28,41% e il 50,68%.

## Storia
Nell'ottobre 2003 Andy Rubin (cofondatore di Danger), Rich Miner (cofondatore di Danger e di Wildfire Communications), Nick Sears (vicepresidente di T-Mobile) e Chris White (principale autore dell'interfaccia grafica di Web TV), fondarono una società, l'Android Inc., per lo sviluppo di quello che Rubin definì «... dispositivi cellulari più consapevoli della posizione e delle preferenze del loro proprietario».
Inizialmente, la società operò in segreto, rivelando solo di progettare software per dispositivi mobili. Durante lo stesso anno il budget iniziale si esaurì, motivo per cui fu fondamentale un finanziamento di 10 000 dollari da parte di Steve Perlman (amico intimo di Rubin) per poter continuare lo sviluppo. Steve Perlman consegnò a Rubin il denaro in una busta, ma rifiutò ogni proposta di partecipazione al progetto.
Il 17 agosto 2005 Google LLC acquisì l'azienda, in vista del fatto che la società di Mountain View desiderava entrare nel mercato della telefonia mobile. È in questi anni che il team di Rubin comincia a sviluppare un sistema operativo per dispositivi mobili basato sul kernel Linux. La presentazione ufficiale del "robottino verde" avvenne il 5 novembre 2007 dalla neonata OHA (Open Handset Alliance), un consorzio di aziende del settore Hi Tech che include Google, produttori di smartphone, come HTCe Samsung, operatori di telefonia mobile, come Sprint Nextel e T-Mobile, e produttori di microprocessori, come Qualcomm e Texas Instruments Incorporated. I primi demo di Android dimostrano come la società non pensò a un'interfaccia appositamente studiata per essere comandata con le dita, come invece fece Apple e questo è confermato anche dalle cause legali tra i principali marchi Android e Apple per violazione di brevetti sviluppati dall’azienda di Cupertino.

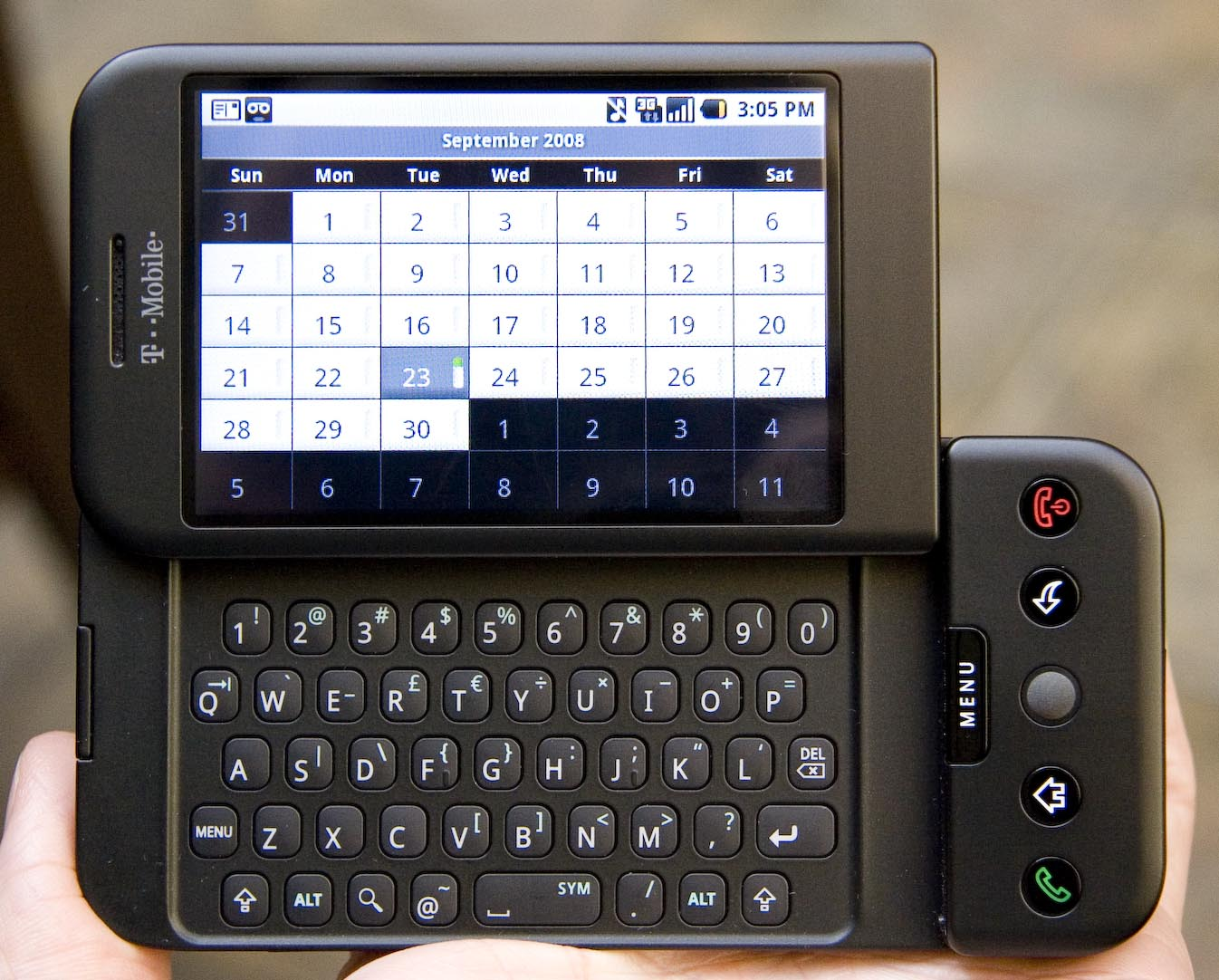
HTC Dream, il primo dispositivo con Android

Il primo dispositivo mobile dotato della piattaforma Android è stato l'HTC Dream, commercializzato dall'operatore telefonico T-Mobile. Il prodotto è stato presentato il 23 settembre 2008 a New York, mentre la data di uscita nel mercato è stata il 22 ottobre 2008. Le caratteristiche principali del dispositivo sono:
- la tastiera QWERTY;
- uno schermo tattile da 3,2 pollici con risoluzione di 320x480 pixel;
- supporto per la connettività 3G UMTS/HSDPA a 7,2 Mbit/s, 192 MB di RAM e 256 MB di memoria flash.

Alcuni smartphone della serie Galaxy con a bordo Android Marshmallow, Nougat e Oreo

Il prezzo di lancio era di 179 dollari negli Stati Uniti, con obbligo di sottoscrizione a un contratto biennale con il carrier T-Mobile, mentre in altri paesi, tra cui l'Italia, il dispositivo fu noto con il nome di HTC Dream e il prezzo iniziale fu di 450 euro senza contratto. In seguito è stato commercializzato l'HTC Magic, un dispositivo con caratteristiche simili a quelle del T-Mobile G1, seppur non dotato di una tastiera a livello hardware; è poi stato introdotto da parte della Samsung il dispositivo Galaxy, dotato di schermo AMOLED.
Dal 2008 in poi sono stati apportati numerosi aggiornamenti di Android per migliorarne le prestazioni e per eliminare eventuali problemi di sicurezza delle precedenti versioni ed Android è cresciuto, anno su anno, del 615,1%.

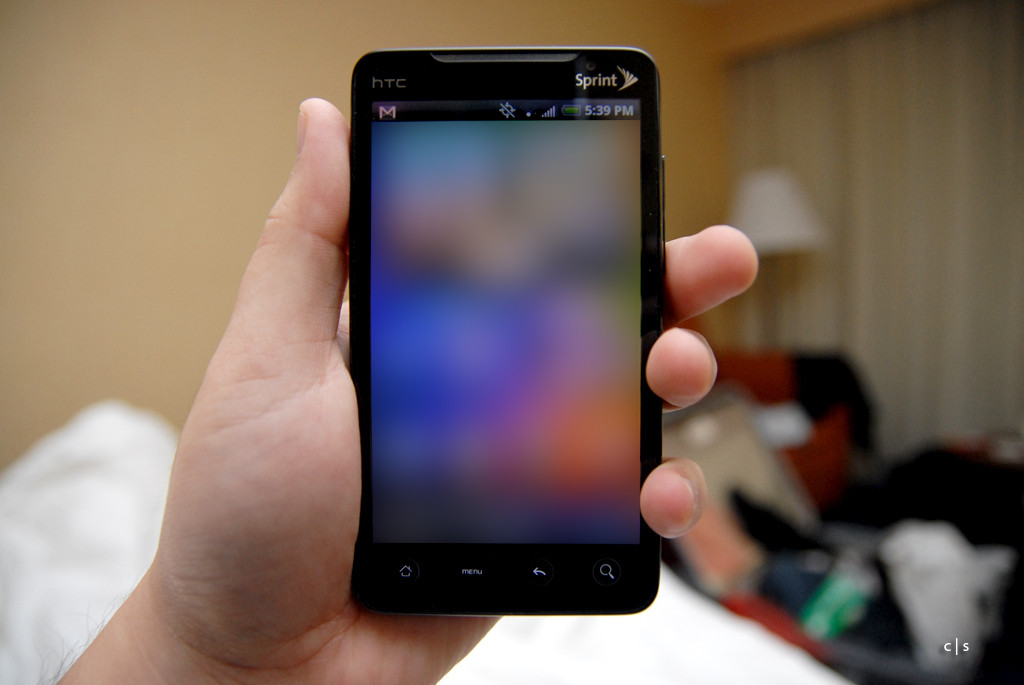
Schermata principale di un HTC Evo 4G, che mostra un orologio e widget meteo nella parte superiore, e le scorciatoie app nella parte inferiore

Nel 2010 è stata presentata e messa in commercio una nuova generazione di smartphone con sistema operativo Android che, spinti dal Nexus One, hanno caratteristiche tecniche di livello superiore (processore da 1 GHz e RAM fino a 512 MB). Tra questi troviamo l'HTC Desire, il Samsung Galaxy S e l'LG Optimus Black.
Il 16 dicembre 2010 è stato distribuito il successore di Nexus One, il Nexus S, prodotto dalla Samsung, è il primo terminale Android a montare in partenza la release 2.3 dell'OS, denominata Gingerbread.
Nell'ultimo trimestre del 2010 Android riuscì a superare Symbian, l'incontrastato sistema operativo di Nokia per oltre 10 anni, vendendo nel mondo ben 32,9 milioni di smartphone, contro i 30,6 milioni di Symbian.
Secondo Wikimedia Foundation, nell'agosto 2011 il sistema operativo Android aveva una diffusione tra tutti i dispositivi mobili pari al 22,94%.
Nel marzo 2013 Larry Page annuncia che Andy Rubin ha lasciato la presidenza di Android per dedicarsi ad altri progetti di Google. Viene rimpiazzato da Sundar Pichai.
Dalla versione 1.5 alla 9 ogni aggiornamento o release, similmente a quanto accade per molte versioni di Linux, ha seguito una precisa convenzione alfabetica per i nomi, che in questo caso sono quelli di dolci; soltanto le versioni 1.0 e 1.1 non hanno un nome di dolce e sono identificate col solo numero di versione (tuttavia la seconda, durante lo sviluppo, fu nominata in via ufficiosa Petit Four, in omaggio agli omonimi dolcetti), la 1.5 venne chiamata Cupcake, la 1.6 Donut, la 2.1 Eclair, la 2.2 Froyo (yogurt gelato), la 2.3 Gingerbread (pan di zenzero), la 3.0 Honeycomb, la 4.0 Ice Cream Sandwich, la 4.1 Jelly Bean, la 4.4 Kit Kat in seguito a un accordo con la Nestlé poi la 5.0 Lollipop. Il 5 ottobre 2015 toccò alla 6.0, col nome Marshmallow. Per la versione 7.0 N, Google lanciò la possibilità di far scegliere agli utenti il nome della prossima versione. Il 30 giugno 2016 venne annunciato ufficialmente il nome della versione successiva che il 22 agosto apparve sugli smartphone Android con il nome di Nougat (torrone). Android 8.0 fu pubblicato il 22 agosto 2017 con il nome Oreo, previa concessione di Mondelēz, mentre il 6 agosto 2018 è stato pubblicato Android 9.0 Pie. Il 3 settembre 2019 è stata la volta di Android 10, conosciuto, in fase di sviluppo, come Q, la prima versione di Android a non portare il nome di un dolce, mentre Android R, cioè Android 11, è stato pubblicato l'8 settembre 2020. Con Android 12, pubblicata in versione stabile il 4 ottobre 2021, l'azienda torna ad aggiungere il nome di un dolce alla versione: Snow Cone. Anche per la versione 13 è stato scelto il nome di un dolce che, proseguendo con l'alfabeto, è Tiramisu, mentre per la versione 14 il nome è Upside Down Cake.

## Funzionalità

### Interfaccia
L'interfaccia utente di Android è basata sul concetto di manipolazione diretta per cui si utilizzano gli ingressi mono e multi-touch come strisciate, tocchi e pizzichi sullo schermo per manipolare gli oggetti visibili sullo stesso. La risposta all'input dell'utente è stata progettata per essere immediata e tentare di fornire un'interfaccia fluida. Sensori hardware interno come accelerometri, giroscopi e sensori di prossimità sono utilizzati da alcune applicazioni per rispondere alle azioni da parte dell'utente, ad esempio la regolazione dello schermo da verticale a orizzontale a seconda di come il dispositivo è orientato o che consentono all'utente di guidare un veicolo in una corsa virtuale ruotando il dispositivo, simulando il controllo di un volante.
Android permette di eliminare la cache sia quella del sistema operativo sia di una specifica app/servizio. Esiste anche un comando che consente di liberare la RAM da app/servizi in esecuzione non indispensabili. Oltre alla specifica cache il comando, permette di eliminare anche i dati archiviati dalla singola app (tra cui l'eventuale account di accesso, la configurazione di personalizzazione, ecc.). In pratica, si ottiene la app come fosse appena installata. Questo menù, infine, è quello a cui si può ricorrere per terminare la app/servizio piuttosto che disinstallare, potendo altresì selezionare anche i servizi di sistema (visualizzazione avanzata).
La schermata principale, identificata con un'icona che rappresenta una casa, è quella in cui ci si trova appena il dispositivo è stato avviato, oppure premendo il tasto Home. Questa è in genere occupata sia dalle icone delle applicazioni sia dai widget, una sorta di gadgets con varie funzioni; ci sono widget che mostrano vari stili di orologi, quelli che mostrano gli ultimi video di YouTube, altri che visualizzano informazioni meteo, quelli relativi alle email. La schermata principale vera e propria (cioè la schermata iniziale) può essere integrata da altre pagine tra cui l'utente può scorrere avanti e indietro.
Componente classico del mondo Android è il Launcher (lett. "lanciatore") ovvero l'applicazione di sistema che sovrintende e gestisce essenzialmente la schermata principale e, secondariamente, le scorciatoie (shorcut), il cassetto delle applicazioni (app drawer), la barra inferiore e la barra di stato, il menù notifiche e le impostazioni rapide. Oltre a quello predefinito esistono numerosi launcher di terze parti che offrono una vasta gamma di personalizzazioni.
Il menu di spegnimento è l'area dei comandi che compaiono quando si pigia il tasto di accensione/spegnimento (i comandi solitamente sono spegni, riavvia, modalità aereo/offline, modalità di emergenza), a volte seguiti in basso dai comandi audio. Premendo un altro tasto o picchiettando su un'altra zona qualsiasi, il menu sparisce.
Sempre presente nella parte superiore dello schermo si trova una barra di stato, che mostra le informazioni sul dispositivo e la sua connettività. Invece, nella parte bassa dello schermo è solitamente presente la barra inferiore delle applicazioni standard che rimane fissa allo scorrere delle schermate. Trascinando la barra di stato verso il basso compare una schermata di notifica in cui le applicazioni possono visualizzare notifiche relative a informazioni importanti o aggiornamenti come ad esempio una e-mail appena ricevuta o un SMS, in modo da non interrompere immediatamente l'utente. Nelle prime versioni di Android tali notifiche potevano essere sfruttate esclusivamente per aprire l'applicazione in questione, ma gli aggiornamenti più recenti hanno fornito maggiori funzionalità, come ad esempio la possibilità di chiamare un numero direttamente dalla notifica della chiamata persa, senza dover aprire l'applicazione telefono Le notifiche sono persistenti fino alla loro lettura o cancellazione da parte dell'utente. La barra superiore contiene anche il pannello che include l’accesso rapido (icone) alle app e alle funzionalità del telefono: un comando presente sul pannello permette di organizzare le icone come si vuole oppure ripristinarle nella condizione predefinita.
La piattaforma usa il database SQLite, la libreria dedicata SGL per la grafica bidimensionale (invece del classico server X delle altre distribuzioni linux) e supporta lo standard OpenGL ES 2.0 per la grafica tridimensionale. Le applicazioni vengono eseguite tramite la Dalvik virtual machine, una macchina virtuale adattata per l'uso su dispositivi mobili.
Android è stato progettato principalmente per smartphone e tablet, ma il carattere aperto e personalizzabile del sistema operativo ne permette l'utilizzo anche su altri dispositivi elettronici tra cui portatili e netbook, smartbook, eBook reader, fotocamere e smart TV (Google TV). Il mercato delle "smart things" è cresciuto in maniera notevole in questi ultimi periodi a tal punto da stimolare la creatività delle persone. Un esempio è lo smartwatch dotato di sistema operativo Android in versione "light" cuffie, lettori auto CD e DVD, occhiali intelligenti (Google Glass), frigoriferi, sistemi di navigazione satellitare per veicoli, sistemi di automazione per la casa, console di gioco, specchi, telecamere, lettori MP3/MP4 e tapis roulant.
Il logo di Android è stato progettato con la famiglia di caratteri Droid di Ascender Corporation, il verde è il colore del robot che rappresenta il sistema operativo Android. Il colore di stampa è PMS 376C e il colore RGB in valore esadecimale è #A4C639, come specificato dalle linee guida del marchio di Android. Il carattere personalizzato di Android si chiama Norad. Viene utilizzato solo nel logo di testo.

### Applicazioni
Le applicazioni (o app) sono la forma più generica per indicare i software applicativi installabili su Android. Esse possono essere scaricate sia dal catalogo ufficiale Google Play, sia da altri cataloghi, come l'Amazon Appstore di Amazon.com, o F-Droid che contiene solo software su licenza libera. Le applicazioni Android possono anche essere installate direttamente a partire da un file APK fornito dal distributore del software o, a partire dall'agosto del 2021 in formato .aab
Per motivi di sicurezza informatica, le applicazioni sono fornite di un sistema di certificazione che verifica l'integrità del pacchetto da installare e la paternità rispetto a un distributore di software accreditato presso Google.
Android è fornito di una serie di applicazioni preinstallate che vanno dal browser alla radio analogica FM, dal calendario all'applicazione Gmail, dalla calcolatrice a Google Maps e comprende anche l’assistente Google con la possibilità di scegliere la lingua in italiano.
Al fine di favorire lo sviluppo di applicazioni per la piattaforma l'azienda Google indisse nel 2008 un concorso a premi legato allo sviluppo di applicazioni per Android. Il concorso a premi assegnò una serie di premi e incentivi alle applicazioni, la scelta delle applicazioni vincenti venne effettuata internamente da Google e la somma dei premi fu di 10 milioni di dollari. Per adempiere alla legislazione statunitense contro il terrorismo o per impedimenti burocratici locali furono esclusi i programmatori residenti a Cuba, Iran, Siria, Corea del Nord, Sudan, Birmania (Myanmar), Quebec e Italia. L'Italia venne esclusa per via della sua legislazione sulle vincite a premi sebbene la sua esclusione fosse stata molto discussa.

### Gestione della memoria
Poiché i dispositivi Android sono generalmente alimentati a batteria, Android è progettato per gestire i processi per ridurre al minimo il consumo di energia. Quando un'applicazione non è in uso, il sistema ne limita l'uso di risorse in modo tale che, sebbene disponibile per l'uso immediato, non utilizzi quantitativi significativi di batteria o risorse della CPU. Android gestisce automaticamente le applicazioni archiviate in memoria: quando la memoria è insufficiente, il sistema inizia, in modo invisibile, a chiudere automaticamente i processi inattivi, a partire da quelli che sono rimasti inattivi per più a lungo. Nel 2011 Lifehacker riferì che le applicazioni task killer di terze parti fanno più danni che benefici.

### Android System WebView
Android System WebView è il componente di sistema con tecnologia Chromium che consente alle app Android di mostrare contenuti web. In pratica, è un mini browser (non controllabile dall'utente) che fa aprire i collegamenti o i contenuti web da parte di app sviluppate con questa funzione. Solitamente, il componente (quando invocato dall'app) chiede all'utente se accedere ai contenuti "dentro la app" o aprendo il browser (vero e proprio) predefinito.
Il componente (aggiornabile mediante Google Play) non si presenta nel cassetto come app dato che è un servizio preinstallato, utilizzato autonomamente dal sistema operativo.

### Android Device Policy
Quando si configura un profilo di lavoro di un account di Google Workspace il sistema richiede l'installazione sul dispositivo dell'app Android Device Policy (ADP) al fine di applicare i criteri di sicurezza del dominio Google di un'organizzazione per proteggere le informazioni associate all'account e il dispositivo stesso.
In sostanza, l'applicazione consente all'amministratore del dominio aziendale, realizzato mediante la piattaforma Google Workspace, di controllare sul dispositivo (device) dell'addetto le regole (policy) di sicurezza descritte nella pagina della guida del  servizio. di dominio. Se non si installa questa app di base non è possibile creare un profilo di lavoro Android.
Android Device Policy non è alternativa a Google Apps Device Policy (anch'essa presente sullo store di Google) che è specifica per registrare un account Google Workspace e agganciarlo alla console del dominio aziendale Google (Admin Console), su un dispositivo Android, al fine di gestirne le regole di sicurezza ma che non sostituisce il servizio base del sistema operativo (ADP).
Da marzo 2023 Google ha assorbito il servizio Google Apps Device Policy (che quindi non si trova più come app autonoma sul Play Store) in Android Device Policy, terminando così la coesistenza di due strumenti sostanzialmente analoghi.

### Carrier Services
Servizi operatore (carrier services in inglese) è una funzione di sistema (sotto forma di app, anch'essa disponibile su Play Store, ma non manipolabile dall'utente) che abilita i servizi più recenti di comunicazione erogati dagli operatori mobili. Tra le altre cose supporta l'uso dei messaggi RCS.

### Modalita sviluppatore
Android mette a disposizione un lungo elenco di comandi avanzati (livello amministrativo), utili per attivare o disattivare o configurare o monitorare comportamenti, funzioni, servizi, regolazioni, informazioni. Questo menù è disattivato di default ma può essere attivato picchiettando rapidamente per 7 volte sopra "Numero di build” in Impostazioni\Informazioni sul telefono\Informazioni sul software. Successivamente, si può disattivare agendo sull'interruttore on/off accanto alla nuova voce che è comparsa in impostazioni (Opzioni sviluppatore).
Ad esempio, nel menù c'è il comando per permettere di connettere il dispositivo a un PC o un Mac con un cavetto USB ed eseguire il debug del sistema operativo con cui si possono installare app, riavviare da linea di comando avendo installato ADB (Android Debug Bridge) sul computer host.
Inoltre è possibile abilitare lo sblocco bootloader o sblocco del costruttore-OEM che permette all'utente di modificare la partizione (o le partizioni) del sistema operativo a proprio piacimento e di ottenere i permessi di root (su in Linux).

### Backup e ripristino
Qualsiasi dispositivo Android (anche quelli con firmware OEM) dispone del servizio di backup e ripristino, associato all'account corrente. Le informazioni sono sincronizzate in Google Drive ma il job di backup (unico in quanto è di tipo completo ed è perciò sovrascritto) non è visibile nel relativo archivio (però si può cancellare) e non ne diminuisce lo spazio a disposizione. La procedura si trova in impostazioni, solitamente in una voce di sistema associata agli account, nel menù relativo a quello di Google (infatti possono essere presenti altri account ed eventuali relativi servizi di backup). La procedura, una volta attivata, è automatica ma può essere eseguita anche manualmente quando servisse.
Le informazioni sincronizzate sono: le applicazioni e i relativi dati, i messaggi SMS e MMS, le impostazioni del dispositivo, la cronologia delle chiamate, i contatti. I job si sovrascrivono, cioè è conservata solo l'ultima sincronizzazione eseguita.
Il ripristino è automatico nel senso che in caso di nuovo dispositivo o ripristino alle condizioni di fabbrica, non appena registrato l'account Google voluto, il sistema chiederà se si vogliono ripristinare le informazioni (ovviamente quelle dell'ultimo job di backup eseguito).
Da luglio 2021 la versione Android 8 (e successive) ha il servizio rinnovato perché la procedura è eseguita ricorrendo a Google One (ma non occorre installare la corrispondente app, essendo un servizio di sistema predefinito). La novità è che ora il servizio comprende foto e video i quali sono archiviati su Google Foto, non su Google Drive. Anche questa nuova versione di backup Google, integrato nel sistema Android, è uno dei tanti servizi di Google Play Services.

## Hardware
La piattaforma hardware principale di Android è ARM (le architetture ARMv7 e ARMv8-A), con architetture x86 e x86-64 supportate ufficialmente anche nelle versioni successive a Lollipop. Il progetto non ufficiale Android-x86 ha fornito supporto per architetture x86 prima del supporto ufficiale. Anche le architetture ARMv5TE e MIPS32/64 erano storicamente supportate ma sono state successivamente rimosse. Dal 2012 hanno iniziato a comparire dispositivi Android con processori Intel, inclusi telefoni e tablet. Mentre otteneva il supporto per piattaforme a 64 bit, Android venne inizialmente creato per funzionare su architetture x86 a 64 bit e poi su ARM64. Da Android 5.0 "Lollipop" sono supportate varianti a 64 bit di tutte le piattaforme oltre alle varianti a 32 bit.
I requisiti minimi di RAM per dispositivi con Android 7.1 da un minimo assoluto di 512 MB per smartphone a 32 bit con specifiche più basse, 1 GB per i dispositivi di fascia media e 2 GB per hardware più potenti. La raccomandazione per Android 4.4 deve avere almeno 512 MB di RAM, mentre per i dispositivi "low RAM" 340MB è la quantità minima richiesta che non include la memoria dedicata a vari componenti hardware come il processore in banda base. Per le versioni di Android più leggere, chiamate Go, i requisiti minimi sono 8GB di memoria interna e 512 MB di RAM. Android 4.4 richiede un processore di architettura ARMv7, MIPS o x86 a 32 bit (gli ultimi due attraverso porting non ufficiali), insieme a un'unità di elaborazione grafica compatibile con OpenGL ES 2.0 (GPU). Android supporta OpenGL ES 1.1, 2.0, 3.0, 3.1 e dalla versione più recente, 3.2 e da Android 7.0 Vulkan (e versione 1.1 disponibile per alcuni dispositivi). Alcune applicazioni potrebbero richiedere esplicitamente una determinata versione di OpenGL ES e per eseguire tali applicazioni è necessario un hardware GPU adeguato.
I dispositivi Android incorporano molti componenti hardware opzionali, tra cui fotocamere o videocamere, GPS, sensori di orientamento, controlli di gioco dedicati, accelerometri, giroscopi, barometri, magnetometri, sensori di prossimità, sensori di pressione, termometri e schermi tattili. Alcuni componenti hardware non sono richiesti, ma sono diventati standard in alcune classi di dispositivi, come gli smartphone, e se sono presenti requisiti aggiuntivi si applicano. Inizialmente era richiesto qualche altro hardware, ma tali requisiti sono stati completamente ridotti o eliminati del tutto. Ad esempio, poiché Android è stato inizialmente sviluppato come sistema operativo del telefono, erano necessari hardware come i microfoni, mentre nel tempo la funzione del telefono è diventata facoltativa. Android aveva bisogno di una fotocamera con messa a fuoco automatica, che era rilassata con una fotocamera a fuoco fisso se presente, poiché la fotocamera è stata lasciata cadere come requisito interamente quando Android ha iniziato a essere utilizzato su set-top box.
Oltre a funzionare su smartphone e tablet, diversi fornitori eseguono Android in modo nativo su un normale hardware PC con tastiera e mouse. Oltre alla loro disponibilità sugli hardware in commercio, versioni simili di Android per PC sono disponibili gratuitamente dal progetto Android-x86, incluso Android 4.4 personalizzato. Utilizzando l'emulatore Android che fa parte dell'SDK di Android o emulatori di terze parti, Android può anche funzionare in modo non nativo su architetture x86. Alcune aziende cinesi stanno costruendo un PC e un sistema operativo mobile, basato su Android, per "competere direttamente con Microsoft Windows e Google Android". L'Accademia Cinese di Ingegneria ha notato che "più di una dozzina" di aziende stavano personalizzando Android a seguito di un divieto cinese sull'uso di Windows 8 su PC governativi.

## Sviluppo

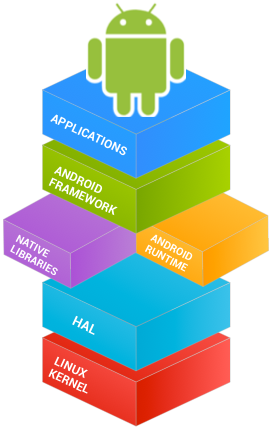
Lo stack di Android Open Source Project

Il progetto Open Source Android è guidato da Google e, con il compito di mantenimento e allo sviluppo di Android secondo il progetto «l'obiettivo è quello di creare un vero e proprio successo, in modo da migliorare l'esperienza mobile per gli utenti», AOSP mantiene anche la compatibilità dei programmi per Android, la definizione di un dispositivo "Android compatibile", per esempio "quel dispositivo su cui è possibile eseguire qualsiasi applicazione scritta da sviluppatori di terze parti che utilizzano Android SDK e NDK.", per prevenire implementazioni incompatibili in Android. Il programma di compatibilità è facoltativo e gratuito, e la suite che consente di effettuare test di compatibilità è sempre gratuita e open-source.

### Programma di aggiornamento
Android ha un rapido ciclo di aggiornamento, con la distribuzione di nuove versioni ogni sei-nove mesi. Gli aggiornamenti sono in genere di natura incrementale, apportando miglioramenti del software a intervalli regolari, piuttosto che revisioni complete del sistema ogni due o tre anni (pratica comune per i sistemi operativi desktop come Windows). Tra una major release e l'altra vengono messi a disposizione aggiornamenti intermedi per risolvere problemi di sicurezza e altri bug del software. La maggior parte dei dispositivi Android sono in grado di ricevere gli aggiornamenti in modalità "OTA" (over the air), ovvero senza necessità di un collegamento a un PC.
Rispetto ad altri sistemi operativi mobili, come iOS, in genere trascorre parecchio tempo, a volte diversi mesi, fra la distribuzione ufficiale di un aggiornamento Android e l'effettiva distribuzione, da parte dei vari produttori OEM, ai dispositivi in grado di supportarlo. Questo non avviene però con i dispositivi della serie Nexus più recenti (attualmente Google Nexus 5X, Google Nexus 6P, Pixel, Pixel 2 XL e il convertibile Pixel C). Nel 2011, Google ha siglato un accordo con un certo numero di produttori annunciando l'"Android Update Alliance" e impegnandosi a fornire aggiornamenti tempestivi a ogni dispositivo per 18 mesi dalla sua immissione in commercio. Ciononostante, per l'ultima distribuzione del sistema operativo Lollipop, Google ha deciso di coinvolgere gli ormai datati Nexus 4, 7 (versione 2012) e 10, che hanno sforato i 18 mesi dalla data d'uscita (fine 2012, che, al conto dei 18 mesi, sarebbero dovuti uscire dalla linea d'aggiornamento nel primo semestre 2014).
Il motivo per cui si verificano questi ritardi è dovuto a vari fattori. In primis vi è la necessità di personalizzare il sistema sullo specifico hardware di ogni dispositivo. Gli aggiornamenti ufficiali vengono infatti distribuiti da Google per i dispositivi di riferimento. Ogni produttore dovrà poi adattare il sistema ai propri dispositivi, operazione che richiede tempo e investimenti non indifferenti.
Per questo motivo molti produttori si concentrano prima di tutto ad aggiornare i loro dispositivi di punta più recenti, allungando ancor di più i tempi per i vecchi dispositivi. In alcuni casi i produttori hanno rinunciato addirittura ad aggiornare dei vecchi dispositivi pur in grado di supportare le nuove versioni del sistema operativo.
Ad aggravare ulteriormente il problema, si aggiunge il fatto che la stragrande maggioranza dei produttori personalizzano l'interfaccia di Android per differenziarsi sul mercato e, a ogni aggiornamento, devono riportare le proprie personalizzazioni sulla nuova versione. Alcuni commentatori hanno notato che, allo stato attuale, i produttori non sono incentivati ad aggiornare i propri dispositivi, incentivando gli utenti a passare a un modello più recente (e aggiornato).
Come accade per iOS l'esecuzione del ripristino alle condizioni di fabbrica (o hard reset o wiping) mantiene la versione corrente del sistema operativo (cioè gli aggiornamenti installati sono conservati). Android adotta una politica di licenza di tipo open source (escluse alcune versioni intermedie), e si basa sul kernel Linux. La licenza (Licenza Apache) sotto cui è distribuito consente di modificare e distribuire liberamente il codice sorgente. Inoltre, Android dispone di una vasta comunità di sviluppatori che realizzano applicazioni con l'obiettivo di aumentare le funzionalità dei dispositivi. Queste applicazioni sono scritte soprattutto in linguaggio di programmazione Java.
Nell'ottobre 2012 le applicazioni disponibili presenti sul market ufficiale Android (Google Play) hanno raggiunto le 700 000 unità. Questi fattori hanno permesso ad Android di diventare il sistema operativo più utilizzato in ambito mobile, oltre a rappresentare, per le aziende produttrici, la migliore scelta in termini di bassi costi, personalizzazione e leggerezza del sistema operativo stesso, senza dover scrivere un proprio sistema operativo da zero.

### Kernel Linux

Schema di architettura

Android è costituito da un kernel Linux 2.6 e 3.x (da Android 4.0 in poi), con middleware, Librerie e API scritte in C (o C++) e software in esecuzione su un framework di applicazioni che include librerie Java compatibili con librerie basate su Apache Harmony. Android fino alla release 4.4 KitKat ha usato la Dalvik virtual machine con un compilatore just-in-time per l'esecuzione di Dalvik dex-code (Dalvik Executable), che di solito viene tradotto da codice bytecode Java. Questa virtual machine, ormai obsoleta, viene rimpiazzata con ART (Android RunTime) integrato in Android 5.0 Lollipop. Questa nuova virtual machine, sviluppata da Google, utilizza un compilatore Ahead-of-time. La piattaforma hardware principale di Android è l'architettura ARM. L'architettura x86 è supportata grazie al progetto Android x86 e Google TV utilizza una speciale versione x86 di Android.
Il kernel Linux di Android mette a disposizione modifiche all'architettura create da Google al di fuori del ciclo di sviluppo del kernel. Un tipico sistema Android non possiede un X Window System nativo, né supporta il set completo standard di librerie GNU, e nel caso del C++ vi è solo una implementazione parziale delle STL. Tutto ciò rende difficile il porting su Android di applicazioni grafiche o librerie sviluppate per GNU/Linux. Per semplificare lo sviluppo di applicazioni C/C++ sotto Android si usa SDL che tramite un piccolo Wrapper java permette l'utilizzo della JNI dando un'idea di utilizzo simile a un'applicazione nativa in C/C++.
Le applicazioni Android sono Java-based; in effetti le applicazioni scritte in codice nativo in C/C++ devono essere richiamate dal codice java, tutte le chiamate a sistema fatte in C (o C++) devono chiamare codice virtual machine Java di Android. Infatti, le API multimediali di SDL sotto Android richiamano metodi in Java; questo significa che il codice dell'applicazione C/C++ deve essere inserito all'interno di un progetto Java, il quale produce alla fine un pacchetto Android (APK).
Google ha contribuito a implementare alcune funzionalità all'interno del kernel Linux, in particolare il wakelock, una funzione che permette alle applicazioni di "risvegliare" il dispositivo mentre è in sleep. Quest'ultima feature è però stata rifiutata dagli sviluppatori del kernel mainline, in parte perché hanno ritenuto che Google non abbia manifestato l'intenzione di mantenere il proprio codice. Anche se Google ha annunciato nel mese di aprile 2010 che avrebbero assunto due dipendenti per lavorare con la comunità del kernel Linux, Greg Kroah-Hartman, l'attuale responsabile del kernel di Linux per il ramo stabile, ha dichiarato nel dicembre 2010 che era preoccupato del fatto che Google non sembrava più intenzionata a far includere le modifiche al codice nel ramo principale di Linux. Alcuni sviluppatori di Google Android hanno fatto capire che "il team di Android si è stancato del processo", perché erano una piccola squadra e avevano molto lavoro urgente da fare su Android.
In Linux è stato incluso l'autosleep e le capacità wakelock nel kernel 3.5, dopo molti precedenti tentativi di fusione. Le interfacce sono le stesse ma la realizzazione di Linux ha due diverse modalità di sospensione: a memoria (la sospensione tradizionale che utilizza Android), e su disco (ibernazione, come è noto sul desktop). Nel mese di agosto 2011, Linus Torvalds ha detto che "alla fine Android e Linux sarebbero venuti di nuovo a un nucleo comune, ma probabilmente non sarà per quattro o cinque anni". Nel mese di dicembre 2011, Kroah-Hartman ha annunciato l'inizio del progetto mainlining Android, che mira a mettere un po' di Android driver, le patch e le caratteristiche, nel kernel di Linux a partire da Linux 3.3.
La memoria flash sui dispositivi Android è divisa in diverse partizioni, ad esempio "/system" per il sistema operativo stesso e "/data" per i dati utente e le installazioni delle app. Diversamente rispetto alle tradizionali distribuzioni GNU/Linux, agli utenti di dispositivi Android non sono disponibili i privilegi di superutente, o root, per l'accesso al sistema operativo e alle sue partizioni, quali "/system", per le quali l'utente dispone dei permessi di sola lettura. Tuttavia, l'accesso come root sul dispositivo è quasi sempre possibile, in certi casi tramite richiesta al produttore, in altri sfruttando certe falle di sicurezza di Android. L'accesso root viene utilizzato frequentemente dalla comunità open source, per migliorare le capacità dei loro dispositivi, flashare nuove custom ROM (ovvero operazioni di modding), ma anche da soggetti malintenzionati per installare virus e malware.

### Ambiente di ripristino e modalità provvisoria
Su Android è semplice poter accedere all'ambiente di ripristino (recovery mode), come accade per qualsiasi distribuzione Linux o per Windows. L'ambiente è come sempre archiviato in una partizione di sistema e nascosta. L'accesso avviene accendendo o riavviando il dispositivo tenendo premuti contemporaneamente, per qualche secondo, anche altri tasti (ad esempio tasti "home", "volume su" e "power", in altri casi "home" e "volume giù") e, in alcuni modelli/marche, anche collegando la porta USB ad un PC/Mac sino alla comparsa del menù. Il menù mette a disposizione diversi comandi tra i quali:
- ripristino alle condizioni di fabbrica (hard reset);
- eliminazione cache del sistema operativo (non quella delle singole app);
- lancio di eseguibili da percorso esterno (es. PC connesso dispositivo) o memoria flash;
- attivazione modalità di download (reboot to bootloader), metodo alternativo all'ADB per eseguire operazioni sul caricatore di avvio, ad esempio scaricare (da sorgente connessa al dispositivo) e installare un firmware di tipo custom.

I produttori solitamente personalizzano non solo Android stesso (firmware ROM), l'ambiente di ripristino ma anche il bootloader. Nelle pratiche di modding, oltre a rootare il dispositivo occorre sbloccare il bootloader se si vuole flashare delle custom ROM (ivi comprese delle custom recovery più ricche di comandi di quella base, ad esempio esecuzione di backup e ripristino immagine). Il bootloader originale, tra l'altro, è il componente che controlla la validità del certificato digitale degli aggiornamenti e delle app, impedendo o richiedendo i permessi di amministratore nei casi di app prive di certificati validi. Anche il bootloader è archiviato in una cartella inaccessibile senza diritti di root.
L'ambiente di ripristino non va confuso con la modalità provvisoria o modalità sicura (safe mode), analoga a quella di Windows, anch'essa lanciabile attraverso una combinazione di tasti. Le due combinazioni più diffuse (da terminale acceso o da spento) sono: 1) tenere pigiato il comando di spegnimento (in alcune marche quello di riavvio), nella relativa schermata, fino a far comparire il comando di riavvio in modalità sicura) 2) tasto accensione, prima schermata di avvio/apparizione logo, tasto volume giù tenendolo premuto). Una volta eseguito l'avvio in questa modalità compare sullo schermo e/o in area notifica la scritta "modalità sicura". Con la modalità provvisoria sono eseguiti solo i servizi essenziali e quindi si possono tentare prove per risolvere malfunzionamenti o altre procedure diagnostiche.
Il menù del sistema di ripristino comprende anche il comando reboot to bootloader che riavvia il dispositivo direttamente nel bootloader per eseguire la scrittura istantanea (flashing) della ROM tramite un PC connesso via cavetto USB. In pratica, si avvia il download mode (modalità di scaricamento) attivabile, in alcune marche di dispositivi Android, anche con una combinazione di tasti in accensione.

#### Ripristino dati di fabbrica e FRP
In Android si possono eseguire due modalità diverse di ripristino:
- 1) dall'ambiente di ripristino;
- 2) da impostazioni (quindi con il sistema operativo in esecuzione).

La prima modalità elimina tutti i contenuti del dispositivo (a parte le eventuali app preinstallate nei casi di dispositivi OEM) ma lascia l'account Google e il blocca schermo (se impostato); la seconda invece elimina anche l'account Google e il blocca schermo. Da notare che le nuove versioni del sistema operativo installate (dopo la prima accensione) vengono conservate perché sono caricate nel firmware.
Factory Reset Protection (FRP) è una funzionalità di sicurezza sui dispositivi Android che impedisce l'uso del dispositivo se esso è reimpostato alle condizioni di fabbrica senza l'autorizzazione dell'utente (ovvero senza l'accesso mediante l'account Google precedentemente configurato nel sistema o una credenziale del blocco schermo). Esso viene attivato automaticamente quando è configurato per la prima volta un account Google e/o un blocco schermo. Infatti, FRP protegge anche la modalità sicura di blocco schermo nonché la chiave di cifratura del dispositivo.
Pertanto, vi sono due modalità per evitare che, in caso di smarrimento delle credenziali dell'account Google, non si possa utilizzare il dispositivo, al riavvio successivo al ripristino, a causa del blocco FRP:
- 1) eliminare l'account Google (nonché la protezione di sicurezza del blocco schermo se impostata) prima di procedere alla reimpostazione;
- 2) eseguire il ripristino da impostazioni (che può essere eseguita solo dopo che si fornisce l'autorizzazione con un elemento del blocco schermo-se impostato).

Ciò significa che se un dispositivo viene perso o rubato, una persona non autorizzata non può sbloccare e utilizzare il dispositivo dopo il reset alle impostazioni di fabbrica eseguito dall'ambiente di ripristino. Infatti, appena terminata la reimpostazione, per proseguire, il sistema richiede password/PIN o accesso account Google (con connessione on line). D'altra parte se l'utente/proprietario legittimo si scorda le credenziale dell'account configurato nel dispositivo o quella del blocco schermo, non potrà più proseguire la procedura Google di ripristino avviata. Pertanto, in caso di abbandono (temporaneo o definitivo) di un dispositivo o, a maggior ragione, quando lo si gira ad un'altra persona, è sempre meglio eliminare l'account Google (e la protezione blocca schermo) in impostazioni (accertando successivamente al ripristino che l'FRP sia stato eliminato e il dispositivo sia ritornato nello stato "prima accensione" ovvero sia totalmente libero), per evitare di non poter sbloccare l'FRP o utilizzare metodologie non approvate da Google.

### Firmware personalizzati
Il codice sorgente di Android è distribuito da Google con una licenza open source e la sua natura aperta ha incoraggiato una vasta comunità di sviluppatori (come quella di XDA Developers) e appassionati a utilizzare il codice open source come base per progetti basati sulla comunità, che forniscono aggiornamenti ai dispositivi più vecchi, nuove funzionalità per utenti esperti o portare Android su dispositivi originariamente forniti con altri sistemi operativi. Queste versioni sviluppate dalla comunità portano spesso nuove funzionalità e aggiornamenti ai dispositivi più rapidamente rispetto ai canali ufficiali del produttore/vettore, con un livello comparabile di qualità; forniscono supporto continuo ai dispositivi meno recenti che non ricevono più aggiornamenti ufficiali; o portano Android su dispositivi che sono stati ufficialmente commercializzati con altri sistemi operativi, come l'HP TouchPad. I firmware personalizzati vengono spesso pre-rootati e contengono modifiche non previste dal produttore originale, come ad esempio la capacità di fare overclock o over/undervolt al processore del dispositivo. CyanogenMod era il firmware della community più utilizzato, ora interrotto e sostituito da LineageOS; compatibile con molti terminali fra cui il Nexus One, l'HTC Magic e l'HTC Desire e successivamente con Galaxy S e Galaxy S II, One X, One S, LG Optimus L9, LG Optimus G, Galaxy Nexus, Galaxy S III e Galaxy S4, Nexus 5, LG G2, HTC One M7. È pur vero che le ROM "custom" spesso permettono una maggiore libertà di gestione da parte dell'utente, includendo funzionalità particolari e ampia possibilità di personalizzazione. Esistono raccolte di firmware come quella di AndroidPedia.
Per gli utenti avanzati, l'utilizzo delle custom ROM Android rese disponibili dalla community permette di liberarsi dalle applicazioni e personalizzazioni del produttore (del dispositivo), quasi sempre non disinstallabili o modificabili (cosa che non succede nel mondo dei PC). Questi procedimenti, nel gergo, si chiamano, modding.
I permessi di root permettono ai dispositivi di accedere a funzioni avanzate, come gestire direttamente CPU e app di sistema, altrimenti inaccessibili, ma permettono anche all'utente di cambiare il firmware del telefono. Senza i permessi aggiuntivi è comunque solitamente possibile installare eventuali aggiornamenti firmware ufficiali del produttore del dispositivo, senza far decadere la garanzia dello stesso. Condizione necessaria per rootare il dispositivo è quello di sbloccare il bootoader che, di norma, è personalizzato e bloccato dall'OEM.
Inizialmente tutto il lavoro si era concentrato sull'HTC Dream con firmware come Mikhael, JacHero, TheDudes e altri e storicamente, i produttori di dispositivi e i gestori di telefonia mobile in genere non hanno supportato lo sviluppo di firmware di terze parti. I produttori esprimono preoccupazione per il funzionamento improprio dei dispositivi che eseguono software non ufficiale e dei costi di supporto derivanti da ciò. Inoltre, firmware modificato come CyanogenMod a volte offrono funzionalità, come il tethering, per le quali i gestori addebiterebbero un sovrapprezzo. Di conseguenza, ostacoli tecnici tra cui bootloader bloccati e accesso limitato alle autorizzazioni di root sono comuni in molti dispositivi. Tuttavia, poiché il software sviluppato dalla comunità è diventato più popolare e in seguito a una dichiarazione del Bibliotecario del Congresso negli Stati Uniti che consente il "jailbreaking" sui dispositivi mobili, produttori e operatori hanno ammorbidito la loro posizione in merito allo sviluppo di terze parti, con alcuni, tra cui HTC, Motorola, Samsung e Sony, fornendo supporto e incoraggiando lo sviluppo. Di conseguenza, nel tempo la necessità di eludere le restrizioni hardware per l'installazione di firmware non ufficiale è diminuita in quanto un numero crescente di dispositivi viene spedito con bootloader sbloccati o sbloccabili, simili alla serie di telefoni Nexus, sebbene di solito richiedano che gli utenti rinuncino alla garanzia dei loro dispositivi per farlo. Tuttavia, nonostante l'accettazione da parte del produttore, alcuni operatori negli Stati Uniti richiedono ancora che i telefoni siano bloccati, frustrando sviluppatori e clienti.

## Fastboot
Fastboot è un protocollo di comunicazione sviluppato da Google per dispositivi Android, utilizzato per la gestione e la modifica delle partizioni di sistema tramite connessione USB a un computer. Viene generalmente impiegato per operazioni avanzate come lo sblocco del bootloader, il flashing di firmware e il ripristino del sistema. Fastboot opera a livello di bootloader, permettendo di eseguire modifiche senza che il sistema operativo Android sia attivo.
Per accedere alla modalità Fastboot, gli utenti possono utilizzare una combinazione di tasti specifica, che varia a seconda del produttore, oppure un comando ADB (adb reboot bootloader) se il dispositivo è già acceso e connesso a un computer. Una volta avviato in modalità Fastboot, il dispositivo può ricevere comandi tramite il terminale del computer, come fastboot devices per verificarne la connessione, fastboot flash per scrivere dati su partizioni specifiche o fastboot oem unlock per sbloccare il bootloader, operazione necessaria per installare ROM personalizzate.
Il protocollo Fastboot è incluso nel pacchetto "Android SDK Platform Tools" e viene utilizzato principalmente da sviluppatori e utenti avanzati per la manutenzione e la personalizzazione dei dispositivi Android. Tuttavia, alcune funzionalità, come lo sblocco del bootloader, possono essere soggette a restrizioni da parte dei produttori e richiedere autorizzazioni specifiche.

### Nomi in codice dei dispositivi
Internamente, Android identifica ogni dispositivo supportato dal suo nome in codice del dispositivo, una stringa breve, che può essere o non essere simile al nome del modello utilizzato nella commercializzazione del dispositivo. Ad esempio, il nome in codice del dispositivo dello smartphone Pixel è sailfish.
Il nome in codice del dispositivo non è in genere visibile all'utente finale, ma è importante per determinare la compatibilità con le versioni Android modificate. A volte viene anche menzionato in articoli che parlano di un dispositivo, perché consente di distinguere diverse varianti hardware di un dispositivo, anche se il produttore li offre con lo stesso nome. Il nome in codice del dispositivo è disponibile per le applicazioni in esecuzione su android.os. Build.DEVICE.

## Privacy e sicurezza

### Accesso ai dati da parte delle istituzioni pubbliche
Nell'ambito delle più ampie divulgazioni della sorveglianza di massa del 2013, nel settembre 2013 venne rivelato che le agenzie di intelligence americane e britanniche, la National Security Agency (NSA) e la Government Communications Headquarters (GCHQ), rispettivamente, avessero accesso ai dati dell'utente su iPhone, BlackBerry e i dispositivi Android. Secondo quanto riferito, sono in grado di leggere quasi tutte le informazioni sullo smartphone, inclusi SMS, posizione, e-mail e note. Nel gennaio 2014, ulteriori rapporti hanno rivelato le capacità delle agenzie di intelligence di intercettare le informazioni personali trasmesse su Internet dai social network e altre applicazioni popolari come Angry Birds, che raccolgono informazioni personali dei propri utenti per motivi pubblicitari e di altro tipo. GCHQ ha, secondo The Guardian, una guida in stile wiki di diverse app e reti pubblicitarie, e i diversi dati che possono essere sottratti da ciascuna. Più tardi quella settimana, lo sviluppatore finlandese di Angry Birds Rovio annunciò che stava riconsiderando i suoi rapporti con le sue piattaforme pubblicitarie alla luce di queste rivelazioni e invitò l'industria più ampia a fare altrettanto.
I documenti hanno rivelato un ulteriore sforzo delle agenzie di intelligence per intercettare le ricerche e le query di Google Maps inviate da Android e altri smartphone per raccogliere informazioni sulla posizione in blocco. L'NSA e il GCHQ insistono sul fatto che le loro attività sono conformi a tutte le leggi nazionali e internazionali pertinenti, sebbene il Guardian abbia dichiarato che "le ultime informazioni potrebbero anche aggiungere alla crescente preoccupazione pubblica su come il settore tecnologico raccoglie e utilizza le informazioni, in particolare per quelli al di fuori degli Stati Uniti, che godono di meno protezioni della privacy rispetto agli americani".
I documenti trapelati pubblicati da WikiLeaks, nome in codice Vault 7 e datati 2013-2016, descrivono in dettaglio le capacità della CIA di eseguire la sorveglianza elettronica e la cyber warfare, compresa la capacità di compromettere i sistemi operativi della maggior parte degli smartphone (incluso Android).

### Minacce comuni per la sicurezza
La ricerca della società di sicurezza Trend Micro elenca l'abuso del servizio premium come il tipo più comune di malware Android, in cui i messaggi di testo vengono inviati da telefoni infetti a numeri di telefono a tariffe premium senza il consenso o addirittura la conoscenza dell'utente. Altri malware visualizzano pubblicità indesiderate e intrusive sul dispositivo o inviano informazioni personali a terze parti non autorizzate. Secondo quanto riferito, le minacce alla sicurezza su Android stanno crescendo esponenzialmente; tuttavia, gli ingegneri di Google hanno sostenuto che la minaccia di malware e virus su Android è stata esagerata dalle società di sicurezza per motivi commerciali, e hanno accusato l'industria della sicurezza di aver temuto di vendere software di protezione antivirus agli utenti. Google sostiene che il malware pericoloso è in realtà estremamente raro e un sondaggio condotto da F-Secure ha mostrato che solo lo 0,5% del malware Android segnalato proveniva dal Google Play Store.
Nell'agosto 2015, Google ha annunciato che i dispositivi della serie Google Nexus avrebbero iniziato a ricevere patch di sicurezza mensili. Google ha anche scritto che "I dispositivi Nexus continueranno a ricevere aggiornamenti importanti per almeno due anni e patch di sicurezza per un periodo superiore a tre anni dalla disponibilità iniziale o 18 mesi dall'ultima vendita del dispositivo tramite Google Store". L'ottobre seguente, i ricercatori dell'Università di Cambridge hanno concluso che l'87,7% dei telefoni Android in uso aveva conosciuto ma vulnerabilità della sicurezza senza patch a causa della mancanza di aggiornamenti e supporto. Ron Amadeo di Ars Technica ha anche scritto nell'agosto 2015 che "Android è stato originariamente progettato, soprattutto, per essere ampiamente adottato. Google stava iniziando da zero con una quota di mercato pari allo zero per cento, quindi è stato felice di rinunciare al controllo e dare a tutti un posto al tavolo in cambio di adozione. [... ] Ora, tuttavia, Android ha circa il 75-80 percento del mercato mondiale degli smartphone, rendendolo non solo il sistema operativo mobile più popolare al mondo, ma probabilmente il sistema operativo più popolare, punto. Pertanto, la sicurezza è diventata un grosso problema. Android utilizza ancora una catena di comando per l'aggiornamento del software progettata quando l'ecosistema Android non aveva dispositivi da aggiornare e non funziona". A seguito delle notizie sul programma mensile di Google, alcuni produttori, tra cui Samsung e LG, hanno promesso di pubblicare aggiornamenti di sicurezza mensili ma, come notato da Jerry Hildenbrand in Android Central a febbraio 2016, "invece abbiamo ottenuto alcuni aggiornamenti su versioni specifiche di una manciata di modelli. E un mucchio di promesse non mantenute".
In un post di marzo 2017 sul Blog sulla sicurezza di Google, Adrian Ludwig e Mel Miller, leader della sicurezza di Android, hanno scritto che "Più di 735 milioni di dispositivi di oltre 200 produttori hanno ricevuto un aggiornamento della sicurezza della piattaforma nel 2016" e che "I nostri partner di carrier e hardware hanno contribuito a espandere la distribuzione di questi aggiornamenti, pubblicando aggiornamenti per oltre la metà dei primi 50 dispositivi in tutto il mondo nell'ultimo trimestre del 2016". Hanno anche scritto che "Circa la metà dei dispositivi in uso alla fine del 2016 non aveva ricevuto un aggiornamento di sicurezza della piattaforma nell'anno precedente", affermando che il loro lavoro avrebbe continuato a concentrarsi sulla razionalizzazione del programma di aggiornamenti di sicurezza per una più facile implementazione da parte dei produttori. Inoltre, in un commento a TechCrunch, Ludwig ha dichiarato che i tempi di attesa per gli aggiornamenti di sicurezza sono stati ridotti da "sei a nove settimane fino a pochi giorni", con il 78% dei dispositivi di punta in Nord America aggiornati sicurezza alla fine del 2016.
Le patch per i bug rilevate nel sistema operativo principale spesso non raggiungono gli utenti di dispositivi meno recenti. Tuttavia, la natura open source di Android consente agli appaltatori della sicurezza di prendere dispositivi esistenti e adattarli per usi altamente sicuri. Ad esempio, Samsung ha lavorato con General Dynamics attraverso l'acquisizione di Open Kernel Labs per ricostruire Jelly Bean in aggiunta al loro microvisore rinforzato per il progetto "Knox".
Gli smartphone Android hanno la capacità di segnalare la posizione dei punti di accesso Wi-Fi, incontrati mentre gli utenti del telefono si spostano, per creare database contenenti le posizioni fisiche di centinaia di milioni di tali punti di accesso. Questi database formano mappe elettroniche per localizzare gli smartphone, consentendo loro di eseguire app come Foursquare, Google Latitude, Facebook Places e di pubblicare annunci basati sulla posizione. Software di monitoraggio di terze parti come TaintDroid, un progetto finanziato dalla ricerca accademica, possono, in alcuni casi, rilevare quando le informazioni personali vengono inviate dalle applicazioni ai server remoti.

### Funzionalità di sicurezza tecnica
Dalla versione 6 (con rafforzamento del protocollo dalla versione 7) Android esegue in automatico la cifratura della memoria principale (quella dove risiede il sistema operativo nonché la partizione nascosta che protegge il firmware). Essa però funziona solo se è abilitato un blocco schermo. Precedentemente, Google introdusse la cifratura della sola cartella utente dalla versione 3. Android ha la funzione di cifratura opzionale delle memorie esterne eventualmente inserite nel dispositivo. Come qualsasi altra cifratura at rest essa non è attiva quando il dispositivo è acceso e sbloccato (ovvero con il sistema operativo in esecuzione), mentre con il solo ambiente di ripristino in esecuzione è ovviamente attiva.
Le applicazioni Android vengono eseguite in una sandbox, un'area isolata del sistema che non ha accesso al resto delle risorse del sistema, a meno che le autorizzazioni di accesso non siano esplicitamente concesse dall'utente quando l'applicazione è installata, tuttavia ciò potrebbe non essere possibile per app preinstallate. Ad esempio, non è possibile disattivare l'accesso al microfono dell'app fotocamera preinstallata senza disabilitare completamente la fotocamera. Ciò è valido anche nelle versioni Android 7 e 8.
Da febbraio 2012, Google utilizza lo scanner malware Bouncer di Google per controllare e scansionare le app disponibili nel Google Play Store. Una funzione "Verifica app" è stata introdotta a novembre 2012, come parte della versione del sistema operativo "Jelly Bean" per Android 4.2, per scansionare tutte le app, sia da Google Play sia da fonti di terze parti, per comportamenti dannosi. Inizialmente solo durante l'installazione, Verify Apps ha ricevuto un aggiornamento nel 2014 per scansionare "costantemente" le app e nel 2017 la funzionalità è stata resa visibile agli utenti tramite un menu in Impostazioni.
Prima di installare un'applicazione, Google Play Store visualizza un elenco dei requisiti che un'app deve avere per funzionare. Dopo aver esaminato queste autorizzazioni, l'utente può scegliere di accettarle o rifiutarle, installando l'applicazione solo se accetta. In Android 6.0 "Marshmallow", il sistema di autorizzazioni è stato modificato; le app non ricevono più automaticamente tutte le autorizzazioni specificate al momento dell'installazione. Viene invece utilizzato un sistema opt-in, in cui agli utenti viene richiesto di concedere o negare autorizzazioni individuali a un'app quando sono necessarie per la prima volta. Le applicazioni ricordano le sovvenzioni, che possono essere revocate dall'utente in qualsiasi momento. Le app preinstallate, tuttavia, non fanno sempre parte di questo approccio. In alcuni casi potrebbe non essere possibile negare determinate autorizzazioni alle app preinstallate, né disabilitarle. L'app Google Play Services non può essere disinstallata né disabilitata. Qualsiasi tentativo di arresto forzato comporta il riavvio dell'app stessa. Il nuovo modello di autorizzazioni viene utilizzato solo dalle applicazioni sviluppate per Marshmallow utilizzando il suo kit di sviluppo software (SDK) e le app precedenti continueranno a utilizzare il precedente approccio "tutto o niente". Le autorizzazioni possono comunque essere revocate per quelle app, anche se ciò potrebbe impedire loro di funzionare correttamente e viene visualizzato un avviso in tal senso.
Nel settembre 2014, Jason Nova di Android Authority ha riferito di uno studio della società di sicurezza tedesca Fraunhofer AISEC su software antivirus e minacce malware su Android. Nova ha scritto che "Il sistema operativo Android gestisce i pacchetti software tramite sandboxing; ciò non consente alle applicazioni di elencare il contenuto della directory di altre app per mantenere il sistema sicuro. Non consentendo all'antivirus di elencare le directory di altre app dopo l'installazione, le applicazioni che non mostrano alcun comportamento sospetto intrinseco quando vengono scaricate vengono cancellate come sicure. Se in seguito vengono attivate parti dell'app che risultano dannose, l'antivirus non avrà modo di saperlo poiché si trova all'interno dell'app e fuori dalla giurisdizione dell'antivirus". Lo studio di Fraunhofer AISEC, che ha esaminato il software antivirus di Avast, AVG, Bitdefender, ESET, F-Secure, Kaspersky, Lookout, McAfee (precedentemente Intel Security), Norton, Sophos e Trend Micro, ha rivelato che "le app antivirus testate non forniscono protezione contro malware personalizzati o attacchi mirati "e che" anche le app antivirus testate non sono state in grado di rilevare malware che fino a ora è completamente sconosciuto, ma non fanno alcuno sforzo per nasconderne la malignità".
Nell'agosto 2013, Google ha annunciato Android Device Manager (ribattezzato Trova il mio dispositivo a maggio 2017), un servizio che consente agli utenti di monitorare, localizzare e cancellare da remoto il proprio dispositivo Android, con un App Android per il servizio pòubblicato a dicembre. Nel dicembre 2016, Google ha introdotto un'app Trusted Contacts, che consente agli utenti di richiedere il tracciamento della posizione dei propri cari durante le emergenze.
L'8 ottobre 2018 Google ha annunciato i nuovi requisiti del Google Play Store per combattere l'eccessiva condivisione di informazioni potenzialmente sensibili, inclusi i registri delle chiamate e dei messaggi di testo. Il problema deriva dal fatto che molte app richiedono autorizzazioni per accedere alle informazioni personali dell'utente (anche se queste informazioni non sono necessarie per il funzionamento dell'app) e alcuni utenti concedono senza dubbio tali autorizzazioni. In alternativa, un'autorizzazione potrebbe essere elencata nel manifest dell'app come richiesto (anziché facoltativo) e l'app non verrebbe installata a meno che l'utente non conceda l'autorizzazione; l'utente può ritirare qualsiasi autorizzazione, anche richiesta, da qualsiasi app nelle impostazioni del dispositivo dopo l'installazione dell'app, ma pochi utenti lo fanno. Google ha promesso di collaborare con gli sviluppatori e creare eccezioni se le loro app richiedono autorizzazioni telefoniche o SMS per la "funzionalità dell'app principale". La nuova applicazione delle politiche è iniziata il 6 gennaio 2019, 90 giorni dopo l'annuncio delle politiche l'8 ottobre 2018. Inoltre, Google ha annunciato un nuovo "requisito di livello API di destinazione" (targetSdkVersion in manifest) almeno Android 8.0 (livello API 26) per tutte le nuove app e gli aggiornamenti delle app. Il requisito a livello di API potrebbe contrastare la pratica degli sviluppatori di app aggirando alcune schermate di autorizzazione specificando le prime versioni di Android con un modello di autorizzazione più approssimativo.

## Licenze
Il codice sorgente per Android è open source, sviluppato in privato da Google, con il codice sorgente distribuito pubblicamente quando viene distribuita una nuova versione di Android. Google pubblica la maggior parte del codice (inclusi stack di rete e telefonia) con la licenza Apache non copyleft versione 2.0. che consente la modifica e la ridistribuzione. La licenza non concede diritti al marchio "Android", quindi i produttori di dispositivi e i gestori wireless devono concedere in licenza da Google in base a singoli contratti. Le modifiche al kernel Linux associato sono fornite sotto il copyleft GNU General Public License versione 2, sviluppato da Open Handset Alliance, con il codice sorgente disponibile pubblicamente in ogni momento. In genere, Google collabora con un produttore di hardware per produrre un dispositivo di punta (parte della serie Nexus) con la nuova versione di Android, quindi rende disponibile il codice sorgente dopo il lancio di quel dispositivo sul mercato. L'unica versione di Android che non è stata immediatamente resa disponibile come codice sorgente è stata la versione Honeycomb 3.0 solo per tablet. Il motivo, secondo Andy Rubin in un post ufficiale sul blog di Android, era perché Honeycomb era affrettato a produrre Motorola Xoom, e non voleva che terze parti creassero una "brutta esperienza per gli utenti" tentando di mettere su smartphone una versione di Android destinata ai tablet.
Solo il sistema operativo Android di base (incluse alcune applicazioni) è un software open source, mentre la maggior parte dei dispositivi Android viene fornita con una notevole quantità di software proprietario, come Google Mobile Services, che include applicazioni come Google Play Store, Ricerca Google e Google Play Services, un livello software che fornisce API per l'integrazione con i servizi forniti da Google, tra gli altri. Queste applicazioni devono essere concesse in licenza da Google dai produttori di dispositivi e possono essere spedite solo su dispositivi che soddisfano le linee guida sulla compatibilità e altri requisiti. Le distribuzioni personalizzate e certificate di Android prodotte dai produttori (come One UI e HTC Sense) possono anche sostituire alcune app Android stock con le proprie varianti proprietarie e aggiungere software aggiuntivi non inclusi in Android stock. Potrebbero inoltre essere necessari driver di tipo "Blob binario" per determinati componenti hardware nel dispositivo.
Richard Stallman e la Free Software Foundation hanno criticato Android e hanno raccomandato l'uso di alternative come Replicant, perché i driver e il firmware vitali per il corretto funzionamento dei dispositivi Android sono generalmente proprietari e poiché l'applicazione Google Play Store può installare forzatamente o disinstallare le applicazioni e, di conseguenza, invitare software non libero; sebbene la Free Software Foundation non abbia trovato Google che la utilizzi per motivi dannosi.

### Sfruttamento sui produttori
Nel mondo dei produttori di dispositivi OEM (Samsung, LG, ecc.) con la dizione Android Stock s'intende una versione di Android originale ovvero quella utilizzata sui dispositivi Google. Infatti, i produttori personalizzano (più o meno intensivamente) Android con launcher, funzioni e app proprietarie.
Google concede in licenza il proprio software di Google Mobile Services, insieme ai marchi Android, solo ai produttori di hardware per dispositivi che soddisfano gli standard di compatibilità di Google specificati nel documento del Programma di compatibilità Android. Pertanto, i fork di Android che apportano importanti modifiche al sistema operativo stesso non includono alcun componente non libero di Google, rimangono incompatibili con le applicazioni che le richiedono e devono essere fornite con un mercato software alternativo al posto del Google Play Store. Esempi di tali fork Android sono il Fire OS di Amazon (che viene utilizzato sulla linea di tablet Kindle Fire e orientato verso i servizi Amazon), la piattaforma software Nokia X (un fork utilizzato dalla famiglia Nokia X, orientato principalmente verso Nokia e Servizi Microsoft) e altre fork che escludono le app di Google a causa della generale indisponibilità dei servizi di Google in determinate regioni (come la Cina). Nel 2014, Google ha anche iniziato a richiedere che tutti i dispositivi Android che concedono in licenza il software di Google Mobile Services visualizzino un importante logo "Powered by Android" sulle schermate di avvio. Google ha anche imposto il raggruppamento e il posizionamento preferenziali dei servizi mobili di Google sui dispositivi, incluso il raggruppamento obbligatorio dell'intera suite principale di applicazioni Google, e che i collegamenti a Ricerca Google e all'app Play Store devono essere presenti sulla o vicino alla pagina principale della schermata principale in la sua configurazione predefinita.
Alcune applicazioni e componenti di magazzino nel codice AOSP precedentemente utilizzati da versioni precedenti di Android, come Ricerca, Musica, Calendario e API di localizzazione, sono stati abbandonati da Google a favore di sostituzioni non gratuite distribuite tramite Play Store (Ricerca Google, Google Play Music e Google Calendar) e Google Play Services, che non sono più open-source. Inoltre, le varianti open source di alcune applicazioni escludono anche le funzioni presenti nelle loro versioni non libere, come i panorami Photosphere in Camera, e una pagina di Google Now nella schermata iniziale predefinita (in esclusiva per la versione proprietaria "Google Now Launcher", il cui codice è incorporato in quello dell'applicazione principale di Google). Queste misure hanno probabilmente lo scopo di scoraggiare i fork e incoraggiare le licenze commerciali in linea con i requisiti di Google, poiché la maggior parte delle funzionalità principali del sistema operativo (e, a sua volta, software di terze parti), dipendono da componenti proprietari concessi in licenza esclusivamente da Google, e richiederebbe risorse di sviluppo significative per sviluppare una suite alternativa di software e API per replicarli o sostituirli. Anche le app che non utilizzano i componenti di Google sarebbero in svantaggio funzionale, poiché possono utilizzare solo le API contenute nel sistema operativo stesso.
Nel marzo 2018, è stato riferito che Google aveva iniziato a bloccare i dispositivi Android "non certificati" dall'utilizzo del software Google Mobile Services e visualizza un avviso che indica che "il produttore del dispositivo ha precaricato app e servizi Google senza certificazione da parte di Google". Gli utenti di ROM personalizzate sono in grado di registrare il proprio ID dispositivo sul proprio account Google per rimuovere questo blocco.
Ai membri di Open Handset Alliance, che include la maggior parte degli OEM Android, è anche contrattualmente vietato produrre dispositivi Android basati su fork del sistema operativo; nel 2012, Acer Inc. è stata costretta da Google a interrompere la produzione su un dispositivo alimentato dal sistema operativo Aliyun di Alibaba Group con minacce di rimozione dall'OHA, poiché Google ha ritenuto la piattaforma una versione incompatibile di Android. Alibaba Group ha difeso le accuse, sostenendo che il sistema operativo era una piattaforma distinta da Android (principalmente utilizzando app HTML5), ma incorporava parti della piattaforma Android per consentire la retrocompatibilità con software Android di terze parti. In effetti, i dispositivi venivano spediti con un negozio di applicazioni che offriva app Android; tuttavia, la maggior parte di loro era piratata.

## Accoglienza
Android ricevette una reazione tiepida quando venne presentato nel 2007. Sebbene gli analisti siano rimasti colpiti dalle rispettate società tecnologiche che avevano collaborato con Google per formare Open Handset Alliance, non fu chiaro se i produttori di telefoni cellulari sarebbero stati disposti a sostituire i loro sistemi operativi esistenti con Android. L'idea di una piattaforma di sviluppo open source basata su Linux suscitò interesse ma ci furono ulteriori preoccupazioni per Android di fronte a una forte concorrenza da parte di aziende affermate nel mercato degli smartphone, come Nokia e Microsoft, e sistemi operativi mobili concorrenti Linux che erano in fase di sviluppo. Queste affermate aziende erano scettiche. Nokia affermò di non vederlo come una minaccia, e un membro del team di Windows Mobile di Microsoft dichiarò "Non capisco l'impatto che avranno".
Da allora Android è diventato il sistema operativo per smartphone più utilizzato e "una delle esperienze mobili più veloci disponibili". I revisori hanno messo in evidenza la natura open source del sistema operativo come uno dei suoi punti di forza, consentendo ad aziende come Nokia (famiglia Nokia X), Amazon (Kindle Fire), Barnes & Noble (Nook), Ouya, Baidu e altri a fork il software e mettere in commercio hardware eseguendo la propria versione personalizzata di Android. Di conseguenza, è stato descritto dal sito web della tecnologia Ars Technica come "praticamente il sistema operativo predefinito per il lancio di nuovo hardware" per le aziende senza le proprie piattaforme mobili. Questa apertura e flessibilità è presente anche a livello dell'utente finale; Android consente un'ampia personalizzazione dei dispositivi da parte dei proprietari e le app sono disponibili gratuitamente negli app store non Google e nei siti web di terzi. Questi sono stati citati tra i principali vantaggi dei telefoni Android rispetto ad altri.
Nonostante la popolarità di Android, incluso un tasso di attivazione tre volte superiore a quello di iOS, è stato riferito che Google non è stato in grado di sfruttare gli altri prodotti e servizi web con successo per trasformare Android nel produttore di denaro che gli analisti si aspettavano. The Verge ha suggerito che Google sta perdendo il controllo di Android a causa della vasta personalizzazione e proliferazione di app e servizi non Google, la linea Kindle Fire di Amazon utilizza Fire OS, un fork di Android fortemente modificato che non include né supporta alcun componente proprietario di Google e richiede che gli utenti ottengano software dal suo Amazon Appstore invece che dal Play Store. Nel 2014, nel tentativo di migliorare la visibilità del marchio Android, Google ha iniziato a richiedere che i dispositivi con i suoi componenti proprietari mostrino un logo Android nella schermata di avvio.
Android ha sofferto di "frammentazione", una situazione in cui la varietà di dispositivi Android, in termini sia di variazioni hardware sia di differenze nel software in esecuzione su di essi, rende il compito di sviluppare applicazioni che funzionano in modo coerente in tutto l'ecosistema più difficile rispetto alla concorrenza piattaforme come iOS in cui hardware e software variano di meno. Ad esempio, secondo i dati di OpenSignal nel luglio 2013, c'erano 11 868 modelli di dispositivi Android, numerose dimensioni dello schermo e otto versioni del sistema operativo Android contemporaneamente in uso, mentre la maggior parte degli utenti iOS ha eseguito l'aggiornamento all'ultima iterazione di quel sistema operativo. Critici come Apple Insider hanno affermato che la frammentazione tramite hardware e software ha spinto la crescita di Android attraverso grandi volumi di dispositivi di fascia bassa a basso costo con versioni precedenti di Android. Lo sostengono costringendo gli sviluppatori Android a scrivere affinché il "minimo comune denominatore" raggiunga il maggior numero possibile di utenti, che hanno scarsi incentivi per utilizzare le ultime funzionalità hardware o software disponibili solo su una percentuale minore di dispositivi. Tuttavia, OpenSignal, che sviluppa app sia per Android sia per iOS, ha concluso che, sebbene la frammentazione possa rendere lo sviluppo più complicato, la più ampia portata globale di Android aumenta anche la potenziale ricompensa.
ComputerWorld ha riportato in un articolo che le condizioni d'uso di Android e dello store delle applicazioni prevedono che "nel caso in cui un qualsiasi prodotto violi l'accordo di distribuzione con gli sviluppatori, Google si riserva il diritto di rimuoverle da remoto su ogni dispositivo a propria discrezione".
Il 23 giugno 2010, Google è ricorsa a questa modalità per motivi di sicurezza e pulizia, dato che le applicazioni erano state create solo a scopo di ricerca.
Nel 2010, un team di sviluppatori si è visto rigettare un'applicazione regolarmente inserita nell'Android Market. L'applicazione in questione, "WiFi Tether for Root Users", è dedicata al tethering (permette ai dispositivi di funzionare come veri e propri router Wi-Fi per fornire a loro volta connettività wi-fi ad altri apparecchi). La motivazione era che T-Mobile (primo carrier ufficiale di Android) vieta il tethering, quindi le applicazioni a esso dedicate creano un conflitto di interessi. Le notizie scatenarono pesanti polemiche tra gli utenti, indignati dalla poca flessibilità dimostrata da Google, la quale fece pensare che il sistema non fosse in realtà tanto "open" come fu presentato. Il tethering Wi-Fi fu comunque introdotto ufficialmente con la versione di Android 2.2 Froyo, integrata nel sistema.
Nel 2012 è emerso come le applicazioni potrebbero estrapolare le foto personali dell'utente (così come altri files salvati come pubblici) dal proprio dispositivo.
Un'altra critica è volta alla funzione sveglia, la quale non si attiva con il terminale spento; tale funzione non dipende dal sistema operativo (e quindi da Android) ma dall'hardware utilizzato. È possibile aggirare tale mancanza tramite l'utilizzo di alcune applicazioni. Alcuni produttori integrano la funzione di spegnimento e accensione programmata.
Facendo una ricerca, un utente Android è venuto a conoscenza che alcuni dispositivi mobili in commercio montano in realtà una versione modificata del sistema operativo, programmata appositamente per inviare dati personali ai server dei produttori del telefonino. L'articolo rivolgeva le critiche principalmente verso la Motorola, colpevole di inviare ai suoi server password di email, reti sociali e dati di utilizzo degli utenti.

### Quota di mercato
La società di ricerca Canalys ha stimato nel secondo trimestre del 2009 che Android deteneva una quota del 2,8% delle spedizioni mondiali di smartphone. A maggio 2010, Android aveva una quota di mercato mondiale per smartphone del 10%, superando Windows Mobile, mentre negli Stati Uniti Android deteneva una quota del 28%, superando il sistema operativo iPhone. Nel quarto trimestre del 2010, la sua quota mondiale era cresciuta fino al 33% del mercato diventando la piattaforma smartphone più venduta, superando Symbian. Negli Stati Uniti è diventata la piattaforma più venduta nell'aprile 2011, superando BlackBerry OS con una quota di smartphone del 31,2%, secondo comScore.
Al terzo trimestre del 2011, Gartner ha stimato che oltre la metà (52,5%) delle vendite di smartphone apparteneva ad Android. Entro il terzo trimestre del 2012 Android aveva una quota del 75% del mercato globale degli smartphone secondo la società di ricerca IDC.
A luglio 2011, Google ha dichiarato che 550 000 dispositivi Android venivano attivati ogni giorno, rispetto ai 400 000 del giorno di maggio e oltre 100 milioni di dispositivi erano stati attivati con una crescita del 4,4% a settimana. Nel settembre 2012 erano stati attivati 500 milioni di dispositivi con 1,3 milioni di attivazioni al giorno. Nel maggio 2013, presso l'I / O di Google, Sundar Pichai ha annunciato che erano stati attivati 900 milioni di dispositivi Android.
La quota di mercato di Android varia in base alla località. Nel luglio 2012, gli "abbonati mobili di età superiore ai 13 anni" negli Stati Uniti che utilizzano Android sono aumentati del 52%, e sono saliti al 90% in Cina. Nel terzo trimestre del 2012, la quota di mercato delle spedizioni di smartphone in tutto il mondo di Android è stata del 75%, con 750 milioni di dispositivi attivati in totale. Nell'aprile 2013 Android ha registrato 1,5 milioni di attivazioni al giorno. A maggio 2013, 48 miliardi di applicazioni sono stati installati dal Google Play Store, e da settembre 2013, un miliardo di dispositivi Android sono stati attivati.
Al febbraio 2017, il Google Play Store ha oltre 2,7 milioni di applicazioni Android pubblicate, e al, le app sono state scaricate più di 65 miliardi di volte. Il successo del sistema operativo lo ha reso un obiettivo per i contenziosi sui brevetti nell'ambito delle cosiddette "guerre per smartphone" tra le società tecnologiche.
I dispositivi Android rappresentano oltre la metà delle vendite di smartphone nella maggior parte dei mercati, compresi gli Stati Uniti, mentre "solo in Giappone era Apple in testa" (numeri settembre-novembre 2013). Alla fine del 2013, oltre 1,5 miliardi di smartphone Android sono stati venduti in quattro anni dal 2010, rendendo Android il sistema operativo più venduto per telefoni e tablet. Si stima che tre miliardi di smartphone Android saranno venduti entro la fine del 2014 (compresi gli anni precedenti). Secondo la società di ricerca Gartner, i dispositivi basati su Android hanno superato tutti i contendenti, ogni anno dal 2012. Nel 2013, ha superato Windows di 573 milioni di utenti. Al 2015, Android era il sistema operativo più installato; Dal 2013, i dispositivi che lo eseguono vendono anche più dei dispositivi Windows, iOS e Mac OS X messi insieme.
Secondo StatCounter, che tiene traccia solo dell'uso della navigazione sul Web, Android è il sistema operativo mobile più popolare dall'agosto 2013. Android è il sistema operativo più popolare per la navigazione web in India e in molti altri paesi (ad es. Praticamente tutta l'Asia, con eccezioni Giappone e Corea del Nord). Secondo StatCounter, Android è più utilizzato sui dispositivi mobili in tutti i paesi africani e ha dichiarato che "l'utilizzo dei dispositivi mobili ha già superato il desktop in diversi paesi, tra cui India, Sudafrica e Arabia Saudita", e praticamente tutti i paesi dell'Africa lo hanno fatto già (con l'eccezione di sette Paesi, incluso l'Egitto), come l'Etiopia e il Kenya, in cui l'utilizzo dei dispositivi mobili (inclusi i tablet) è pari al 90,46% (solo Android, rappresenta il 75,81% di tutti gli usi lì).
Mentre i telefoni Android nel mondo occidentale includono comunemente i componenti aggiuntivi proprietari di Google (come Google Play) al sistema operativo altrimenti open source, questo non è sempre più il caso dei mercati emergenti; "ABI Research afferma che 65 milioni di dispositivi sono stati distribuiti a livello globale con Android open source nel secondo trimestre del [2014], rispetto ai 54 milioni del primo trimestre"; a seconda del paese, la percentuale di telefoni stimata si basa solo sul codice sorgente AOSP, rinunciando al marchio Android: Thailandia (44%), Filippine (38%), Indonesia (31%), India (21%), Malesia (24%), Messico (18%), Brasile (9%).
Secondo un rapporto Gartner del gennaio 2015, "Android ha superato il miliardo di spedizioni di dispositivi nel 2014 e continuerà a crescere a un ritmo a doppia cifra nel 2015, con un aumento del 26 percento anno su anno". Ciò ha reso la prima volta che un sistema operativo generico raggiungesse oltre un miliardo di utenti finali nel giro di un anno. Con quasi 1,16 miliardi di utenti finali nel 2014, Android ha distribuito oltre quattro volte più di iOS e OS X combinati, e oltre tre volte più di Microsoft Windows. Gartner si aspettava che l'intero mercato della telefonia mobile "raggiungesse i due miliardi di unità nel 2016", incluso Android. Descrivendo le statistiche, Farhad Manjoo scrisse sul New York Times che "circa uno dei due computer venduti oggi utilizza Android. [È] diventata la piattaforma di elaborazione dominante della Terra."
Secondo una stima di Statistica, gli smartphone Android avevano una base installata di 1,8 miliardi di unità nel 2015, pari al 76% del numero totale stimato di smartphone in tutto il mondo. Per mettere i numeri della statistica nel contesto: dalle stime di Strategy Analytics, Windows il sistema operativo "desktop" più popolare, ha una base installata stimata di circa 1,3 miliardi al massimo; stimano inoltre che la base installata per tablet complessiva sia già di dimensioni comparabili al mercato dei PC e prevedono che i tablet li avranno superati entro il 2018. Android ha la più grande base installata di qualsiasi sistema operativo mobile e, dal 2013, il sistema operativo più venduto in assoluto con vendite nel 2012, 2013 e 2014 vicine alla base installata di tutti i PC.
Nel secondo trimestre del 2014, la quota di Android nel mercato globale delle spedizioni di smartphone è stata dell'84,7%, un nuovo record. Questo era cresciuto all'87,5% della quota di mercato mondiale entro il terzo trimestre del 2016, lasciando il principale concorrente iOS con una quota di mercato del 12,1%.
Secondo un rapporto StatCounter dell'aprile 2017, Android ha superato Microsoft Windows per diventare il sistema operativo più popolare per l'utilizzo totale di Internet. Da allora ha mantenuto la pluralità.
Nel settembre 2015, Google ha annunciato che Android aveva 1,4 miliardi di utenti attivi mensili. Questo è cambiato in 2 miliardi di utenti attivi mensili a maggio 2017.

### Adozione sui tablet

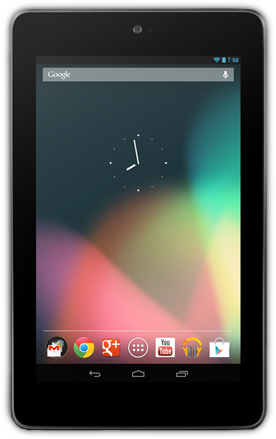
Il tablet Nexus 7 di prima generazione con Android 4.1 Jelly Bean

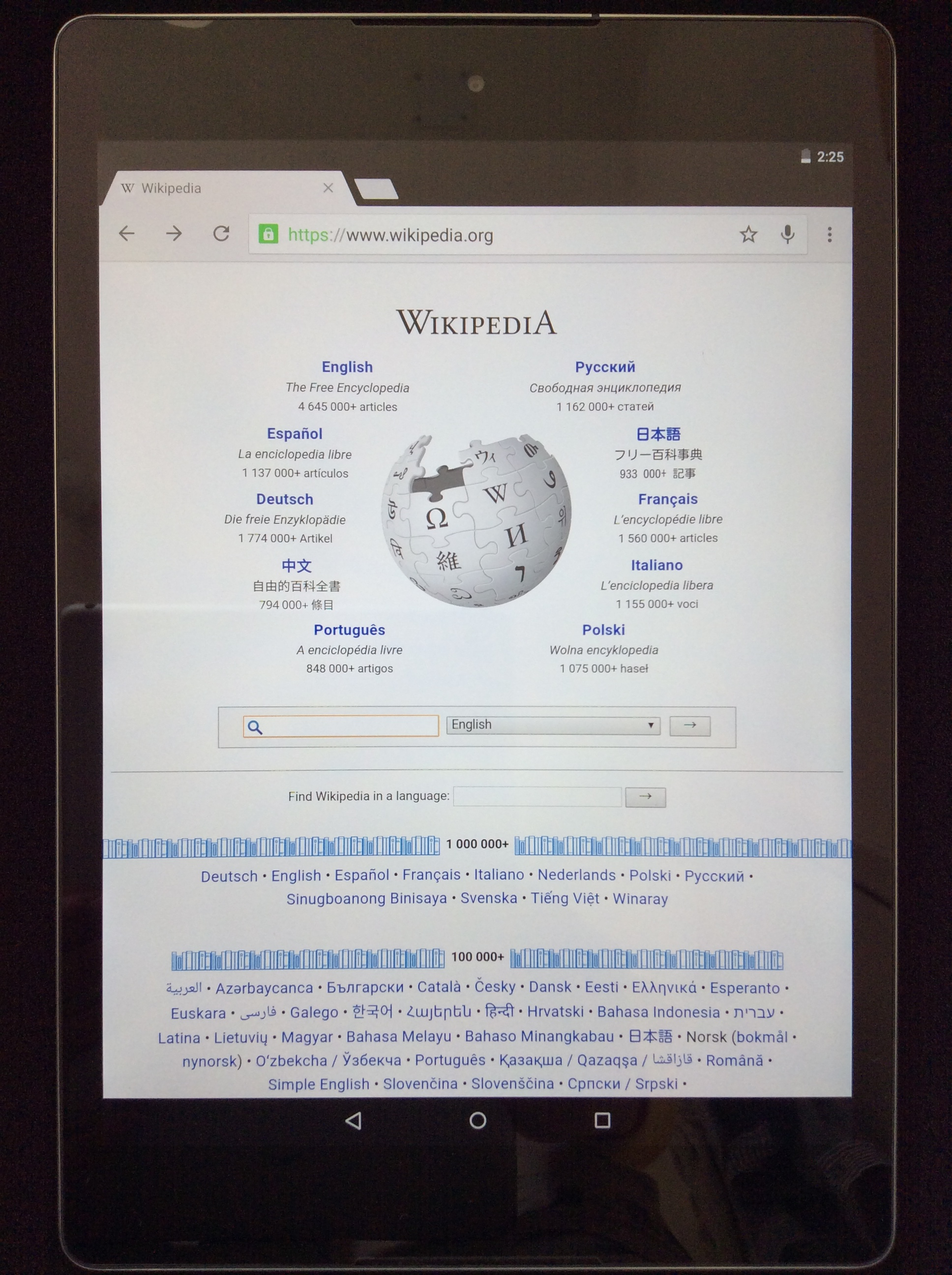
Google Nexus 9

Nonostante il suo successo sugli smartphone, inizialmente l'adozione dei tablet Android è stata lenta. Una delle cause principali è stata la situazione del pollo o dell'uovo in cui i consumatori erano titubanti nell'acquistare un tablet Android a causa della mancanza di applicazioni per tablet di alta qualità, ma gli sviluppatori erano titubanti a dedicare tempo e risorse allo sviluppo di applicazioni per tablet fino a quando non esisteva un mercato significativo per loro. Il "ecosistema" di contenuti e app si è rivelato più importante delle specifiche hardware come punto di forza per i tablet. A causa della mancanza di applicazioni specifiche per tablet Android nel 2011, i primi tablet Android hanno dovuto accontentarsi di applicazioni per smartphone esistenti che non erano adatte alle dimensioni dello schermo più grandi, mentre il predominio dell'iPad di Apple è stato rafforzato dal gran numero di tablet specifici applicazioni iOS.
Nonostante il supporto delle app nella sua infanzia, un numero considerevole di tablet Android, come Barnes & Noble Nook (insieme a quelli che utilizzano altri sistemi operativi, come HP TouchPad e BlackBerry PlayBook) sono stati lanciati sul mercato nel tentativo di trarre profitto dal successo dell'iPad. InfoWorld ha suggerito che alcuni produttori Android inizialmente hanno trattato i loro primi tablet come un "business Frankenphone", un'opportunità a basso investimento a breve termine posizionando un sistema operativo Android ottimizzato per smartphone (prima che fosse disponibile Android 3.0 Honeycomb per tablet) su un dispositivo mentre trascurava interfaccia utente. Questo approccio, come nel caso di Dell Streak, non è riuscito a conquistare il mercato con i consumatori, oltre a danneggiare la reputazione iniziale dei tablet Android. Inoltre, diversi tablet Android come il Motorola Xoom hanno un prezzo uguale o superiore a quello dell'iPad, il che ha danneggiato le vendite. Un'eccezione è stata l'Amazon Kindle Fire, che si basava su prezzi più bassi e sull'accesso all'ecosistema di applicazioni e contenuti di Amazon.
Questo cambiamento ha avuto inizio nel 2012; con la pubblicazione dell'economico Nexus 7, Google spinge gli sviluppatori a scrivere migliori applicazioni per tablet. Secondo International Data Corporation, le spedizioni di tablet basati su Android hanno superato gli iPad nel 3º trimestre 2012.

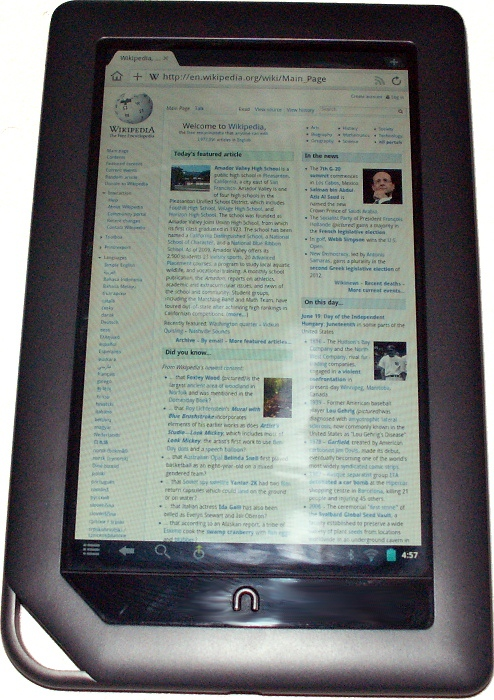
Barnes & Noble Nook con Android

Nel 2009 la Toshiba ha presentato il tablet journ.e Touch, con schermo da 7 pollici e sistema Android 2.0.
Durante il 2010 sono stati presentati molti tablet che utilizzano Android come sistema operativo. Quello che ha ricevuto più interesse dei media è stato sicuramente il Samsung Galaxy Tab con la versione 2.2 Froyo, che si è posto in diretta concorrenza con l'iPad di Apple. Il prodotto è stato presentato durante l'IFA di Berlino 2010 ed è stato messo in commercio a partire dalla fine di settembre 2010.
La nuova versione di Android dedicata ai tablet è la versione 3.0 Honeycomb e il primo tablet annunciato ufficialmente con questa versione dell'OS è stato il Motorola Xoom. Il primo tablet a entrare in commercio con HoneyComb 3.1 preinstallato è stato il Samsung Galaxy Tab 10.1 nel giugno 2011. Sempre in questo periodo c'è da segnalare anche la linea di Acer, Iconia Tab. In generale, a tutto marzo 2012 si è cominciato ad avere una disponibilità sul mercato di dispositivi con versione di sistema 4.0, come l'Asus Transformer Prime anche se inizialmente alcuni venivano proposti con la versione inferiore (aggiornabile) a causa della momentanea mancanza di disponibilità del plugin Flash per questa versione di sistema. Il 28 giugno 2012 è stato presentato il primo tablet di Google prodotto in collaborazione con Asus, chiamato Nexus 7, inizialmente dotato di Android 4.1 Jelly Bean (il dispositivo Android più supportato, in modo ufficiale, di sempre, supporto terminato con Android 5.1 Lollipop). Il Nexus 10 è stato presentato insieme al Nexus 4 e all'inizio era dotato di Android 4.2 Jelly Bean. La seconda generazione del Nexus 7, con versione 4.3 di Android è stata presentata il 24 luglio 2013. Google ha presentato nell'evento aperto solo ai giornalisti del 29/09/2015 il tablet Pixel C che farà parte della linea Chromebook Pixel ma adotterà come sistema operativo Android 6.0 Marshmallow.
Alla fine del 2013, oltre 191,6 milioni di tablet Android erano venduti in tre anni dal 2011. Ciò ha reso i tablet Android il tipo di tablet più venduto nel 2013, superando gli iPad nel secondo trimestre del 2013.
Secondo le statistiche sull'uso del web di StatCounter, al 15 agosto 2017, I tablet Android rappresentavano la maggior parte dei dispositivi tablet utilizzati in Sud America (57,46%) e Africa (69,08%), pur essendo un secondo distante da iOS in Nord America (25,29%) ed Europa (32,64%), nonostante abbia una notevole maggioranza in molti stati dell'America centrale, dei Caraibi e dell'Europa orientale.) e che rappresentano la maggioranza in Asia (51,25%) particolare in India (65,98%) e Indonesia (82,18%). Android è un secondo estremamente distante all'11,93% anche in Oceania, principalmente a causa dell'Australia (10,71%) e della Nuova Zelanda (16,9%), mentre in alcuni paesi come Nauru si ritiene che oltre l'80% dei tablet utilizzi Android. Inoltre, Android viene spesso utilizzato dalla minoranza di utenti Web in Antartide, che non ha una popolazione permanente.
Nel marzo 2016, Galen Gruman di InfoWorld ha dichiarato che i dispositivi Android potrebbero essere una "parte reale della tua attività [...] non c'è più motivo di tenere Android a debita distanza. Si può ora essere come parte integrante al vostro portafoglio cellulare come di Apple's iOS dispositivi sono". Un anno prima, Gruman aveva dichiarato che le app di Office mobili di Microsoft erano "migliori su iOS e Android" rispetto ai dispositivi Windows 10 di Microsoft.

### Pirateria delle applicazioni
In generale, le applicazioni Android a pagamento possono essere facilmente piratate. In un'intervista del maggio 2012 con Eurogamer, gli sviluppatori di Football Manager hanno dichiarato che il rapporto tra giocatori piratati e giocatori legittimi era 9:1 per il loro gioco Football Manager Handheld. Tuttavia, non tutti gli sviluppatori hanno concordato sul fatto che i tassi di pirateria fossero un problema; ad esempio, nel luglio 2012 gli sviluppatori del gioco Wind-up Knight hanno affermato che i livelli di pirateria del loro gioco erano solo del 12% e che la maggior parte della pirateria proveniva dalla Cina, dove le persone non potevano acquistare app da Google Play.
Nel 2010, Google ha reso disponibile uno strumento per la convalida degli acquisti autorizzati da utilizzare all'interno delle app, ma gli sviluppatori si sono lamentati perché questo era insufficiente e banale da decifrare. Google ha risposto che lo strumento, in particolare la sua versione iniziale, era inteso come un framework di esempio per gli sviluppatori da modificare e sviluppare in base alle loro esigenze, non come una soluzione di pirateria finita. Android Jelly Bean ha introdotto la possibilità di crittografare le applicazioni a pagamento, in modo che possano funzionare solo sul dispositivo per il quale sono state acquistate.

## Questioni legali
Il successo di Android lo ha reso un obiettivo per controversie in materia di brevetti e diritti d'autore tra società tecnologiche, sia i produttori di telefoni Android sia Android sono stati coinvolti in numerose cause legali in materia di brevetti e altre sfide legali.

### Brevetti di Oracle
Il 12 agosto 2010, Oracle fece causa a Google per aver rivendicato la violazione dei diritti d'autore e dei brevetti relativi al linguaggio di programmazione Java. Originariamente Oracle chiese danni fino a 6,1 miliardi di dollari ma questa valutazione venne respinta da un giudice federale degli Stati Uniti che chiese a Oracle di rivedere la stima. In risposta, Google presentò più linee di difesa, ribadendo che Android non avesse violato i brevetti o il diritto d'autore di Oracle, che i brevetti di Oracle non fossero validi e diverse altre difese. Affermarono che l'ambiente runtime Java di Android si basasse su Apache Harmony, un'implementazione in clean room delle librerie di classi Java e una macchina virtuale sviluppata in modo indipendente chiamata Dalvik. Nel maggio 2012, la giuria in questo caso riscontrò che Google non avesse violato i brevetti di Oracle e il giudice del processo stabilì che la struttura delle API Java utilizzate da Google non fosse protetta da diritto d'autore. Le parti hanno concordato di azzerare i danni legali per una piccola quantità di codice copiato. Il 9 maggio 2014, il Circuito Federale ha parzialmente invertito la sentenza del tribunale distrettuale, pronunciando la sentenza a favore di Oracle sulla questione del diritto di autore e ricordando la questione del fair use al tribunale distrettuale.
Nel dicembre 2015, Google ha annunciato che la prossima versione principale di Android (Android Nougat) passerà a OpenJDK, che è l'implementazione ufficiale open source della piattaforma Java, invece di utilizzare il progetto Apache Harmony, ora fuori produzione, come runtime. Il codice che riflette questa modifica è stato anche pubblicato nel repository di origine AOSP. Nel suo annuncio, Google ha affermato che ciò faceva parte dello sforzo di creare una "base di codice comune" tra Java su Android e altre piattaforme. Google in seguito ha ammesso in un tribunale che questo faceva parte di uno sforzo per affrontare le controversie con Oracle, poiché il suo uso del codice OpenJDK è regolato dalla GNU General Public License (GPL) con un'eccezione di collegamento e che "qualsiasi richiesta di risarcimento danni associata con le nuove versioni espressamente concesse in licenza da Oracle sotto OpenJDK richiederebbe un'analisi separata dei danni da versioni precedenti". Nel giugno 2016, un tribunale federale degli Stati Uniti si è pronunciato a favore di Google, affermando che il suo utilizzo delle API era un uso corretto.

### Sfide anticoncorrenziali in Europa
Nel 2013, FairSearch, un'organizzazione di lobbying supportata da Microsoft, Oracle e altri, ha presentato un reclamo relativo ad Android presso la Commissione europea, sostenendo che il suo modello di distribuzione gratuito costituiva un prezzo predatorio anticoncorrenziale. La Free Software Foundation Europe, i cui donatori includono Google, ha contestato le accuse di Fairsearch. Il 20 aprile 2016, l'UE ha presentato un reclamo antitrust formale contro Google sulla base delle accuse di FairSearch, sostenendo che la sua leva sui fornitori di Android, incluso il raggruppamento obbligatorio dell'intera suite di software proprietario di Google, ostacolando la possibilità per i fornitori di ricerca concorrenti di essere integrato in Android e impedire ai fornitori di produrre dispositivi che eseguono fork di Android, costituivano pratiche anticoncorrenziali. Nell'agosto 2016, Google è stato multato di US $ 6,75 milioni dal servizio antimonopolio federale russo (FAS) a seguito di accuse simili da parte di Yandex. La Commissione Europea ha emesso la sua decisione il 18 luglio 2018, stabilendo che Google aveva condotto tre operazioni antitrust relative ad Android: raggruppando la ricerca di Google e Chrome come parte di Android, impedendo ai produttori di telefoni di utilizzare versioni biforcute di Android e stabilendo accordi con i produttori di telefoni e i fornitori di rete per raggruppare esclusivamente l'applicazione di ricerca di Google sui telefoni (una pratica Google conclusa entro il 2014). L'UE ha multato Google per 4,3 miliardi di euro (circa 5 miliardi di dollari statunitensi) e ha richiesto alla società di porre fine a tale condotta entro 90 giorni. Google ha presentato ricorso contro la sentenza nell'ottobre 2018, sebbene non chiederà alcuna misura provvisoria per ritardare l'insorgenza dei requisiti di condotta.
Per la stessa motivazione di operazioni anticompetitive, Google è stata multata per 177 milioni di dollari nella Corea del Sud il 14 settembre 2021, così come, sempre per la stessa motivazione, è sotto indagine in India.
Il 16 ottobre 2018, Google ha annunciato che avrebbe cambiato il suo modello di distribuzione per i servizi mobili di Google nell'UE, poiché parte dei suoi flussi di entrate per Android che derivavano dall'uso di Ricerca Google e Chrome erano ora vietati dalla sentenza dell'UE. Mentre il principale sistema Android rimane gratuito, gli OEM in Europa dovrebbero acquistare una licenza a pagamento per la suite principale di applicazioni Google, come Gmail, Google Maps e Google Play Store. La Ricerca Google verrà concessa in licenza separatamente, con un'opzione per includere Google Chrome senza costi aggiuntivi sulla Ricerca. Gli OEM europei sono in grado di raggruppare alternative di terzi su telefoni e dispositivi venduti ai clienti, se lo desiderano. Gli OEM non saranno più esclusi dalla vendita di dispositivi con versioni incompatibili di Android in Europa.

### Altri
Oltre alle azioni legali contro Google, varie guerre per procura sono state condotte indirettamente contro Android indirizzando i produttori di dispositivi Android, con l'effetto di scoraggiare i produttori dall'adottare la piattaforma aumentando i costi di immissione sul mercato di un dispositivo Android. Sia Apple sia Microsoft hanno citato in giudizio diversi produttori per violazione di brevetto, mentre le azioni legali in corso di Apple contro Samsung rappresentano un caso particolarmente importante. Nel gennaio 2012, Microsoft ha dichiarato di aver firmato accordi di licenza di brevetto con undici produttori di dispositivi Android, i cui prodotti rappresentano il "70% di tutti gli smartphone Android" venduti negli Stati Uniti e il 55% delle entrate mondiali per i dispositivi Android. Questi includono Samsung e HTC. L'accordo di brevetto di Samsung con Microsoft includeva un accordo per allocare più risorse allo sviluppo e alla commercializzazione di telefoni che eseguono il sistema operativo Windows Phone di Microsoft. Microsoft ha anche legato il proprio software Android a licenze di brevetto, richiedendo il raggruppamento di applicazioni Microsoft Office Mobile e Skype su dispositivi Android per sovvenzionare le tasse di licenza, e allo stesso tempo contribuire a promuovere le proprie linee di software.
Google ha espresso pubblicamente la sua frustrazione per l'attuale panorama dei brevetti negli Stati Uniti, accusando Apple, Oracle e Microsoft di tentare di abbattere Android attraverso contenziosi sui brevetti, piuttosto che innovare e competere con prodotti e servizi migliori. Nell'agosto 2011, Google ha acquistato Motorola Mobility per 12,5 miliardi di dollari, in parte considerato una misura difensiva per proteggere Android, dal momento che Motorola Mobility ha ottenuto oltre 17 000 brevetti. Nel dicembre 2011, Google ha acquistato oltre un migliaio di brevetti da IBM.

## Altri utilizzi

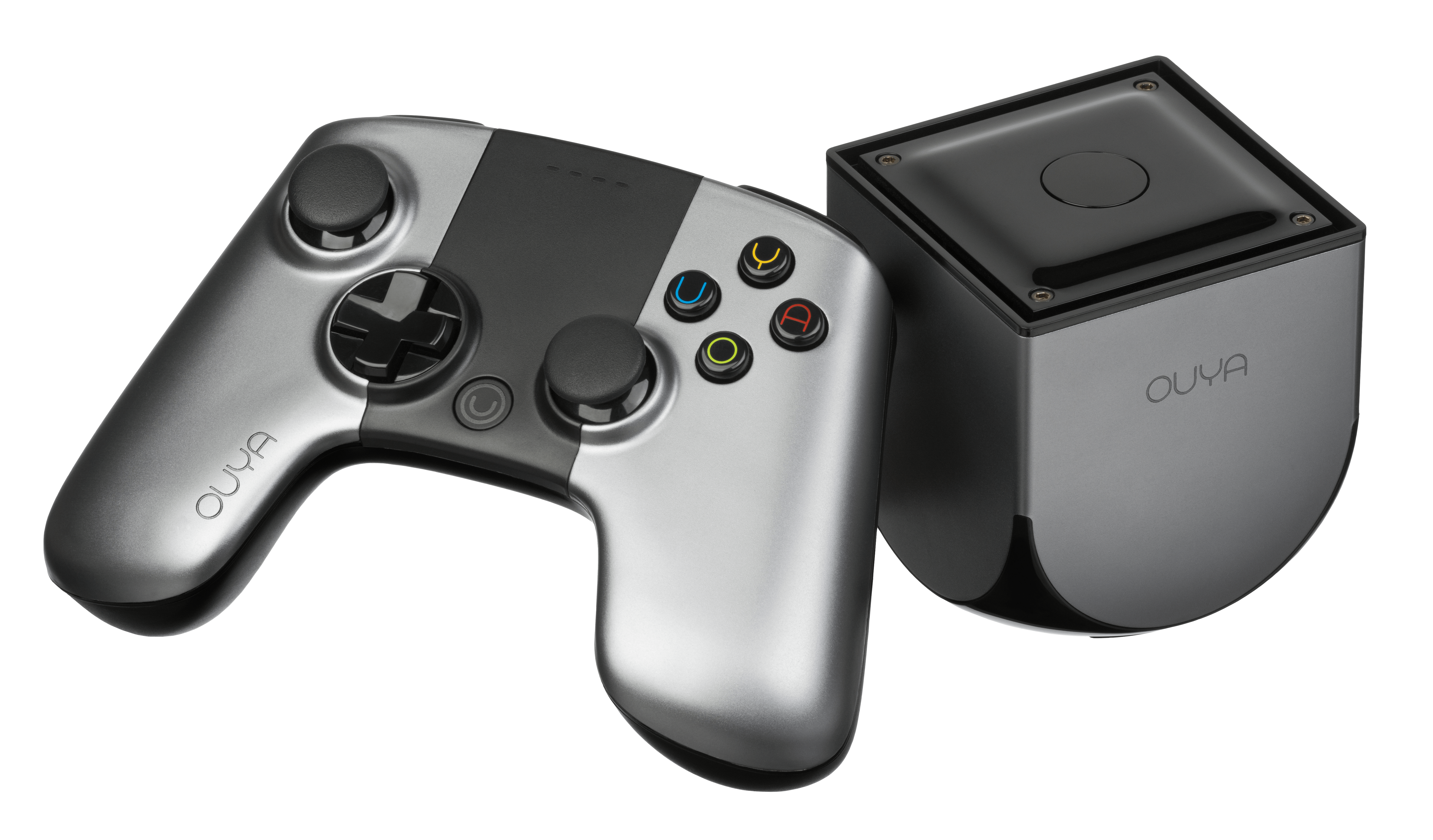
Ouya, una console per videogiochi che esegue Android.

Google ha sviluppato diverse varianti di Android per casi d'uso specifici, tra cui Android Wear (in seguito ribattezzato Wear OS) per dispositivi indossabili, Android TV per le smart TV e Android Things per dispositivi intelligenti e Internet delle cose. Inoltre, fornendo un'infrastruttura che combina hardware dedicato e applicazioni dedicate in esecuzione su un normale Android, Google ha aperto la piattaforma per l'uso in particolari scenari di utilizzo, come Android Auto per le automobili e Daydream per la realtà virtuale.
La natura aperta e personalizzabile di Android consente ai produttori di dispositivi di utilizzarlo anche su altri dispositivi elettronici, inclusi laptop, netbook, e computer desktop, telecamere, cuffie, sistemi di automazione domestica, console di gioco, lettori multimediali, satelliti, router, stampanti, terminali di pagamento, bancomat, e robot. Inoltre, Android è stato installato ed eseguito su una varietà di oggetti come calcolatrici, computer a scheda singola, telefoni cellulari, dizionari elettronici, sveglie, frigoriferi, telefoni fissi, macchine da caffè, biciclette e specchi.

### Wear OS
Wear OS è una versione del sistema operativo Android progettata per dispositivi indossabili (per lo più smartwatch), grazie al quale è possibile interagire tramite input vocale attraverso l'Assistente Google, gesture da polso o touchscreen. Il dispositivo comunica, con una companion app installata sullo smartphone, tramite Bluetooth. Sono presenti app dedicate installabili da smartphone.

### Android TV
Al Google I/O 2014 è stato presentato Android TV, un sistema operativo specifico per essere usato su TV, grazie al quale è possibile guardare film e serie televisive tramite il Play Movies, YouTube, Netflix o altre piattaforme, con l'unico ausilio dello smartphone con l'app dedicata installata. È possibile l'interazione vocale grazie all'integrazione con Google Now e la trasmissione alla TV di film e programmi da Chromebook, smartphone o tablet.
Il 15 ottobre 2014 Google ha presentato il Nexus Player, prodotto da Asus, il primo box commercializzato dotato di Android TV.
Nel settembre 2020 Google ha lanciata una nuova interfaccia di Android TV, denominata Google TV.

### Android Auto
La piattaforma ha debuttato il 19 marzo 2015 e, grazie ad accordi con una discreta gamma di case automobilistiche, è presente nei computer di bordo di alcune automobili al fine di permettere il controllo sulla mappatura GPS/navigazione, la riproduzione di musica, SMS, telefonia, e ricerca sul web. È disponibile l'integrazione, sia touch screen sia vivavoce, comprende alcuni software proprietari come Google Maps o Google Play Musica, e altri di terze parti come Spotify.

### Android Go
Android Go è una versione ridotta di Android, ovvero con servizi e funzioni essenziali, che permettono di ridurre i consumi e migliorare le prestazioni. È stata pensata per dispositivi economici di fascia bassa con caratteristiche hardware minori (RAM minore di 2 GB). Il numero di versione di Android Go segue quello della versione standard di Android.
Parallelamente, Google ha messo a disposizione sul Play Store versioni delle proprie applicazioni (Chrome, Google, Gmail, ecc.) più leggere e basiche, identificate dal tradizionale nome seguito da Go (ad esempio Google Maps Go).

### Project Brillo
Adattamento di Android per la domotica e, più in generale, per Internet delle cose, Brillo è un progetto lanciato a maggio 2015, che introduce un apposito protocollo chiamato Weave per realizzare la comunicazione tra i vari dispositivi connessioni via Wi-Fi o Bluetooth a basso consumo.

### Project Ara (sospeso)
Project Ara è il nome in codice di una iniziativa da parte di Google che mira a sviluppare un hardware libero basato su Android, per la creazione di Smartphone modulari. La piattaforma comprende un telaio strutturale che contiene i moduli dello smartphone da applicare a scelta del proprietario, come ad esempio un display, una tastiera, una batteria supplementare, una fotocamera, altoparlante e così via. Ciò comporta (almeno fino a ora) un aspetto poco accattivante, che potrebbe tuttavia passare in secondo piano, viste le potenzialità.

### Project Tango (sospeso)
Project Tango è un progetto per smartphone e tablet, basati su Android, che grazie a sofisticati sensori, riesce a creare un modello 3D dell'ambiente.

### Google Glass
I Google Glass sono un paio di occhiali a realtà aumentata sviluppati da Google e basati sul sistema operativo Android.
I primi prototipi sperimentali noti al pubblico sono quelli della Explorer Edition, disponibile agli sviluppatori a inizio 2013, e in vendita al pubblico dal terzo trimestre del 2014.

### Android One (finito)
Durante il Google I/O 2014, Google ha presentato Android One, un progetto inizialmente destinato ai mercati emergenti e in via di sviluppo. Grazie all'accordo con alcuni produttori tra cui Karbon, Spice e Micromax, Google proporrà una nuova gamma di dispositivi Android di fascia bassa, basati sulla versione stock del sistema operativo e con specifiche hardware stringenti, questi fattori permettono di realizzare una versione di Android ottimizzata più reattiva e leggera, con un sistema di aggiornamenti più fitta rispetto a quello della gamma Nexus e Pixel, garantendo anche un passaggio a una versione superiore. I modelli in questione avranno il supporto dual SIM, la memoria espandibile tramite microSD, la radio FM e display all'incirca di 4.5 pollici, tutto a un prezzo inferiore ai 100 euro, nel 2017 debuttano in Italia i primi dispositivi con tale sistema.
Nel 2017 sono stati prodotti anche modelli di fascia medio-alta con Android One, come l'HTC U11 Life e lo Xiaomi Mi A1 (anche per il mercato europeo). Nel 2019 sono stati prodotti anche modelli di fascia alta con Android One, come il Nokia 8 Scirocco, Nokia 9 Pureview e il Motorola One Vision.

### Passa a iOS
Dal 2022 è disponibile su Android l'app Passa a iOS (creata da Apple) che permette di trasferire i contenuti (ad esempio le chat) di un dispositivo con sistema operativo Android ad un dispositivo Apple, quale l'iPhone.

## Versioni
Versioni future
     Versione attuale
     Vecchie versioni, ancora supportate
     Vecchie versioni non più supportate
| Versione | Nome in codice        | Nome ufficiale      | Data di pubblicazione                       | Versione API | Runtime              | Primi dispositivi a riceverlo |
| -------- | --------------------- | ------------------- | ------------------------------------------- | ------------ | -------------------- | --- |
| 17       | N/A                   | Android 17          | N/A                                         | 37           | ART 2.1.0            | N/A |
| 16       | Baklava               | Android 16          | 3 giugno 2025                               | 36           | ART 2.1.0            | Pixel 6 e 6 Pro, Pixel 6a, Pixel 7 e 7 Pro, Pixel 7a, Pixel Fold, Pixel Tablet, Pixel 8 e 8 Pro, Pixel 8a, Pixel 9, 9 Pro, 9 Pro XL e 9 Pro Fold |
| 15       | Vanilla Ice Cream     | Android 15          | 15 ottobre 2024                             | 35           | ART 2.1.0            | Google Pixel 9, Google Pixel 9 Pro, Google Pixel 9 Pro XL, Google Pixel 9 Pro Fold, Google Pixel Fold, Google Pixel 8, Google Pixel 8 Pro, Google Pixel 6, Google Pixel 6 Pro, Google Pixel 6a, Google Pixel 7, Google Pixel 7 Pro e Google Pixel 7a |
| 14       | Upside Down Cake      | Android 14          | 4 ottobre 2023                              | 34           | ART 2.1.0            | Google Pixel 4a/4a 5G, Google Pixel 5/5a, Google Pixel 6/6 Pro/6a, Google Pixel 7/7 Pro/7a, Google Pixel 8/8 Pro |
| 13       | Tiramisù              | Android 13          | 15 agosto 2022                              | 33           | ART 2.1.0            | Google Pixel 4/4 XL, Google Pixel 4a/4a 5G, Google Pixel 5/5a, Google Pixel 6/6 Pro/6a |
| 12       | Snow Cone             | Android 12          | 4 ottobre 2021 (AOSP) 19 ottobre 2021 (OTA) | 31, 32       | ART 2.1.0            | |
| 11       | Red Velvet Cake       | Android 11          | 8 settembre 2020                            | 30           | ART 2.1.0            | |
| 10       | Quince Tart           | Android 10          | 3 settembre 2019                            | 29           | ART 2.1.0            | |
| 9        | Pie                   | Android Pie         | 6 agosto 2018                               | 28           | ART 2.1.0            | |
| 8.1      | Oreo                  | Android Oreo        | 5 dicembre 2017                             | 27           | ART 2.1.0            | |
| 8.0      | Oreo                  | Android Oreo        | 21 agosto 2017                              | 26           | ART 2.1.0            | |
| 7.1      | Nougat                | Android Nougat      | 4 ottobre 2016                              | 25           | ART 2.1.0            | |
| 7.0      | Nougat                | Android Nougat      | 22 agosto 2016                              | 24           | ART 2.1.0            | |
| 6.0      | Marshmallow           | Android Marshmallow | 5 ottobre 2015                              | 23           | ART 2.1.0            | |
| 5.1      | Lollipop              | Android Lollipop    | 9 marzo 2015                                | 22           | ART 2.1.0            | |
| 5.0      | Lollipop              | Android Lollipop    | 3 novembre 2014                             | 21           | ART 2.1.0            | Nexus 6, Nexus 9 |
| 4.4      | KitKat                | Android KitKat      | 31 ottobre 2013                             | 19           | Dalvik (e ART 1.6.0) | Nexus 5 |
| 4.3      | Jelly Bean            | Android 4.3         | 24 luglio 2013                              | 18           | Dalvik               | Dalvik |
| 4.2      | Jelly Bean            | Android 4.2         | 13 novembre 2012                            | 17           | Dalvik               | Nexus 4, Nexus 10 |
| 4.1      | Jelly Bean            | Android 4.1         | 9 settembre 2012                            | 16           | Dalvik               | Nexus 7 |
| 4.0      | Ice Cream Sandwich    | Android 4.0         | 19 ottobre 2011                             | 14           | Dalvik               | Galaxy Nexus |
| 3.2      | Honeycomb             | Android 3.2         | 15 luglio 2011                              | 13           | Dalvik               | |
| 3.1      | Honeycomb             | Android 3.1         | 11 maggio 2011                              | 12           | Dalvik               | |
| 3.0      | Honeycomb             | Android 3.0         | 27 gennaio 2011                             | 11           | Dalvik               | Motorola Xoom |
| 2.3      | Gingerbread           | Android 2.3         | 9 febbraio 2011                             | 10           | Dalvik 1.4.0         | Nexus S |
| 2.2      | Froyo                 | Android 2.2 Froyo   | 20 maggio 2010                              | 8            | Dalvik               | - |
| 2.1      | Eclair                | Android Eclair      | 3 dicembre 2009                             | 7            | Dalvik               | - |
| 2.0      | Eclair                | Android Eclair      | 26 ottobre 2009                             | 5            | Dalvik               | - |
| 1.6      | Donut                 | Android Donut       | 15 settembre 2009                           | 4            | Dalvik               | - |
| 1.5      | Cupcake               | Android Cupcake     | 27 aprile 2009                              | 3            | Dalvik               | - |
| 1.1      | Petit Four/Battenberg | Android 1.1         | 9 febbraio 2009                             | 2            | Dalvik               | - |
| 1.0      | Angel cake            | Android             | 23 settembre 2008                           | 1            | Dalvik               | - |

## Loghi

23 settembre 2008 - 26 giugno 2014
26 giugno 2014 - 27 agosto 2019
Logo secondario utilizzato dal 2017 al 2019 sul sito web e nella schermata di avvio dei dispositivi.
27 agosto 2019 - 5 settembre 2023
In uso dal 5 settembre 2023

## Mascotte
La mascotte di Android è un robot androide verde, in relazione al nome del software. Sebbene non abbia un nome ufficiale, secondo quanto riferito il team Android di Google lo chiama "Bugdroid". Grazie all'elevata popolarità di Android negli anni 2010, è diventata una delle icone più riconoscibili nel mondo della tecnologia.
Venne progettato dall'allora designer grafica di Google Irina Blok il 5 novembre 2007 quando fu annunciato Android. Contrariamente a quanto sostiene chi dice che le è stato assegnato un progetto per creare un'icona, Blok ha confermato in un'intervista di averlo sviluppato indipendentemente e di averlo reso open source. Il design del robot inizialmente non venne presentato a Google, ma divenne rapidamente un luogo comune nel team di sviluppo di Android, con varie varianti di esso create dagli sviluppatori a cui piaceva la figura, poiché era gratuito con una licenza Creative Commons. La sua popolarità tra il team di sviluppo alla fine ha portato Google ad adottarlo come icona ufficiale come parte del logo Android quando venne lanciato ai consumatori nel 2008.

## Confronto con iOS
Android è diretto concorrente di iOS. Ogni sistema operativo ha i propri vantaggi e svantaggi, che indirizzano l'utente alla scelta in base alle proprie esigenze.
| Android | Android | iOS | iOS                                                                               |
| Vantaggi | Svantaggi | Vantaggi | Svantaggi                                                                         |
| --- | --- | --- | --------------------------------------------------------------------------------- |
| Ampia scelta di dispositivi e diverse personalizzazioni del sistema da parte dei produttori                                           | Esposizione a malware e virus più elevata nei dispositivi prodotti da aziende che non offrono un supporto software adeguato | Facilità d’uso                                                                                                 | iCloud offre gratuitamente solo 5 GB, mentre Google Drive ne offre 15             |
| Costo mediamente più basso rispetto a un hardware iOS                                                                                 | Maggior possibilità di incontrare bug e rallentamenti, in quanto utilizzato anche su dispositivi a basso costo              | Aggiornamenti garantiti per lunghi periodi di tempo                                                            | Costo mediamente più elevato rispetto ad Android                                  |
| App scaricabili anche da altri negozi online oltre a Google Play                                                                      | Su alcuni dispositivi non è possibile utilizzare versioni del software aggiornate rispetto a quella in uso                  | Performance costanti ed elevate per lunghi periodi di tempo                                                    | Personalizzazione limitata                                                        |
| Possibilità di personalizzare l'interfaccia del dispositivo                                                                           | L'elevato numero di interfacce personalizzate disponibili può mettere in difficoltà gli utenti meno esperti                 | Bassa esposizione a software dannosi, virus e malware                                                          | Nessun iPhone è dotato di slot per l’espansione della memoria                     |
| Consente di installare versioni modificate del sistema operativo                                                                      | Numero limitato di aggiornamenti sul lungo periodo                                                                          | Gli aggiornamenti del sistema operativo sono disponibili contemporaneamente su tutti i dispositivi compatibili |                                                                                   |
| Numerosi dispositivi supportano la possibilità di espansione della memoria tramite microSD                                            | Maggior probabilità di scaricare applicazioni di scarsa qualità e/o dannose per il dispositivo                              | Assistenza dedicata                                                                                            | Funzionalità relative al multitasking estremamente limitate rispetto ad Android   |
| A seconda del produttore del dispositivo, alcune interfacce personalizzate offrono un numero superiore di funzionalità rispetto a iOS | Maggior probabilità di acquistare un dispositivo di scarsa qualità o con scarso hardware                                    | Google Pay è utilizzabile anche su dispositivi Apple, mentre Apple Pay non funziona su Android                 | In alcuni casi, costo eccessivo rispetto alle specifiche tecniche del dispositivo |